# Biblische Erzählung
Biblische Erzählungen, auch Bibelgeschichten oder biblische Geschichten genannt, sind mehr oder minder freie Nacherzählungen biblischer Stoffe, entweder mündlich durch einen Erzähler (zum Beispiel in einem Erzählzelt auf Kirchentagen) oder traditionell als Lektüre von biblischen Geschichtensammlungen, häufig in vereinfachter Sprache in sogenannten Kinderbibeln.
Einige biblische Erzählungen sind im allgemeinen Sprachgebrauch sprichwörtlich geworden oder werden in feststehenden Redewendungen verwendet, wie das salomonische Urteil, der Tanz ums goldene Kalb, ungläubiger Thomas oder sintflutartiger Regen.

## Themen und Inhalt
Während bei Bibelgeschichten aus dem Alten Testament die biblische Urgeschichte und das Handeln Gottes mit dem Volk Israel im Vordergrund stehen, bilden bei biblischen Erzählungen, die ihren Stoff aus dem Neuen Testament beziehen, meist Ereignisse um das Wirken Jesu Christi den Schwerpunkt. Zu den biblischen Geschichten zählt man nicht zuletzt auch die zahlreichen Gleichnisse, die Jesus seinen Zuhörern zu erzählen pflegte.
In biblischen Erzählungen findet sich ein weites Spektrum menschlicher Erfahrungen, Erkenntnisse und Emotionen.
Fehlverhalten wird nicht beschönigt, sondern offengelegt. Bibelgeschichten kennen keine Tabus, egal ob es sich um Mord, Ehebruch, Lüge, Betrug, Intrigen, Diebstahl oder Vergewaltigung handelt. Aber auch wenn sich Menschen zum Guten ändern, indem sie Reue zeigen oder Buße tun und Vergebung ihrer Sünden empfangen, wird das genau berichtet.

## Nacherzählte Bibelgeschichten
Die Wiedergabe biblischer Erzählungen hat eine lange Tradition in der religiösen Erziehung in Familie und Gottesdienst. In vielen christlichen Familien wird Kindern aus Kinderbibeln vorgelesen und die Kinder erfahren unterschiedliche Bibelgeschichten auch beim Besuch von Kindergottesdiensten oder der Sonntagsschule. Das Verschenken von Büchern mit biblischen Geschichten aus Anlass der Erstkommunion, an Kindergeburtstagen oder zu Weihnachten ist eine gängige Praxis. Auch im Religionsunterricht, besonders in der Grundschule, werden durch Lesen und Besprechung biblischer Erzählungen elementare Kenntnisse der Heiligen Schrift vermittelt. Lesungen von Bibelgeschichten bilden oft auch die Basis für Predigten in Gottesdiensten.
In den USA wurde 1977 das Network of Biblical Storytellers (NOBS) gegründet, das sich der Ausbildung von professionellen Erzählern biblischer Geschichten verschrieben hat. Inzwischen gibt es Ableger dieses Netzwerkes in Australien, Kanada, Großbritannien und Singapur. In Melbourne, Australien, hat sich die Theatergruppe The Backyard Bard auf das Erzählen biblischer Geschichten auf der Bühne spezialisiert.

## Verständnis literarischer Erzählweisen in der Bibel
Für viele praktizierende Christen ist die „Irrtumslosigkeit“ der Bibel sehr wichtig. Probleme können entstehen, wenn einzelne Züge biblischer Erzählungen im Widerspruch zu Erkenntnissen der Naturwissenschaft oder der Archäologie stehen. Einzelne Bibelforscher greifen zu mitunter skurrilen natürlichen Erklärungsversuchen für biblische Erzählungen, zum Beispiel Blitzeis auf dem See Genezareth, so dass Jesus scheinbar auf dem Wasser laufen konnte, oder deuten die Berichte über die Sintflut als einen lokalen Tsunami.
Die Vertreter der historisch-kritischen Methode der Bibelauslegung sind der Meinung, dass in der Bibel auch literarische Gattungen wie Mythen und Legenden benutzt werden, um das Mysterium des Heilswirkens Gottes am Menschen und in der Welt zum Ausdruck zu bringen. Diese Hermeneutik hat sich die römisch-katholische Kirche in der Apostolischen Konstitution Dei verbum zu eigen gemacht: Die „Wahrheit“ der Bibel sei nicht immer bzw. nur die historische Richtigkeit und Tatsächlichkeit des Dargestellten, sondern „die Wahrheit wird je anders dargelegt und ausgedrückt in Texten von in verschiedenem Sinn geschichtlicher, prophetischer oder dichterischer Art, oder in anderen Redegattungen. … Will man richtig verstehen, was der heilige Verfasser in seiner Schrift aussagen wollte, so muß man schließlich genau auf die vorgegebenen umweltbedingten Denk-, Sprach- und Erzählformen achten, die zur Zeit des Verfassers herrschten, wie auf die Formen, die damals im menschlichen Alltagsverkehr üblich waren.“
Jesus von Nazaret und die meisten seiner Zuhörer waren Juden. Jesus predigte im Vorstellungsrahmen des jüdischen Volkes und stellte sich bewusst in den Traditionszusammenhang der göttlichen Erwählung des Volkes Israel: „Denkt nicht, ich sei gekommen, um das Gesetz und die Propheten aufzuheben! Ich bin nicht gekommen, um aufzuheben, sondern um zu erfüllen.“ Mt 5,17  Er sprach in Gleichnissen und bezog sich auf Motive des jüdischen Tanach wie Adam und Eva (Mt 19,4 ), Lot und dessen Frau (Lk 17,28–32 ), Mose, Salomo oder die Königin von Saba (Mt 12,42 ) sowie auf Ereignisse wie die Sintflut und die Arche Noah (Lk 17,26–27 ), die Vernichtung von Sodom und Gomorra oder auf Jona im Bauch des großen Fisches (Mt 12,40–41 ).

## Kenntnis in der Bevölkerung

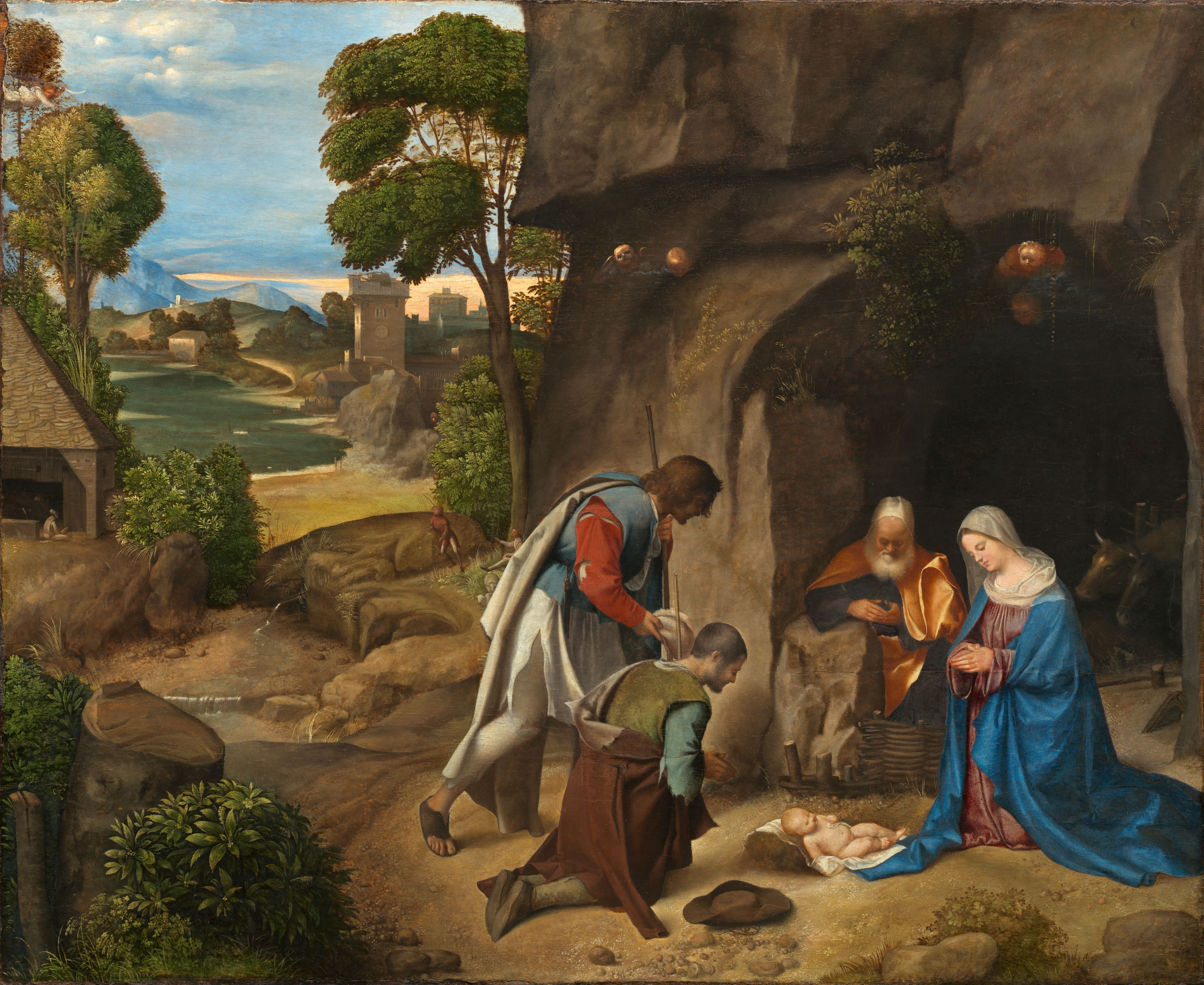
Anbetung der Hirten, Gemälde von Giorgione, ca. 1500

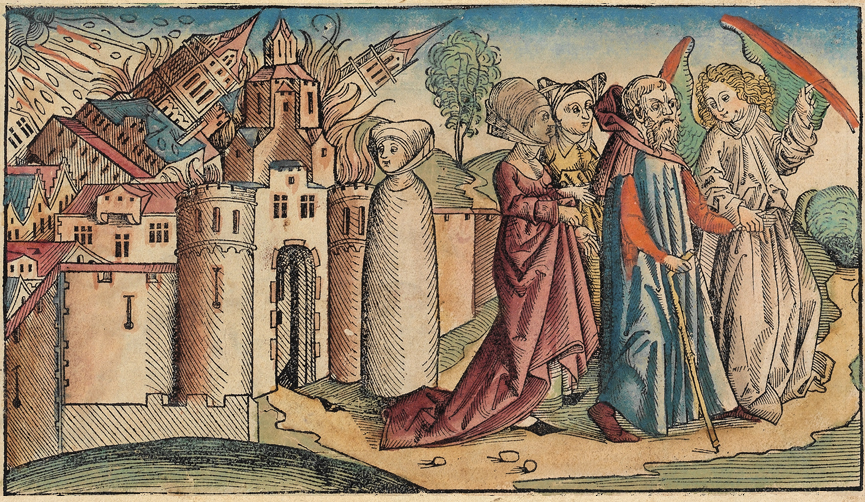
Lot flieht aus Sodom, Holzschnitt aus der Schedelschen Weltchronik, 1493

Zu den bekanntesten biblischen Erzählungen gehören:
- Adam und Eva
- Die Arche Noah und die Sintflut
- Der Turmbau zu Babel
- Die Erzelternerzählung (Vätergeschichte) von Abraham und Sarah und ihren Nachkommen
- Die Zerstörung von Sodom und Gomorra
- Jakobs Traum
- Die Josefsgeschichte
- Mose und die Zehn Gebote
- David und Goliath
- Jona im Bauch des Fisches

- Die Geburt Jesu in Bethlehem
- Gleichnis vom verlorenen Sohn
- Gleichnis vom barmherzigen Samariter
- Das Abendmahl
- Die Kreuzigung Jesu

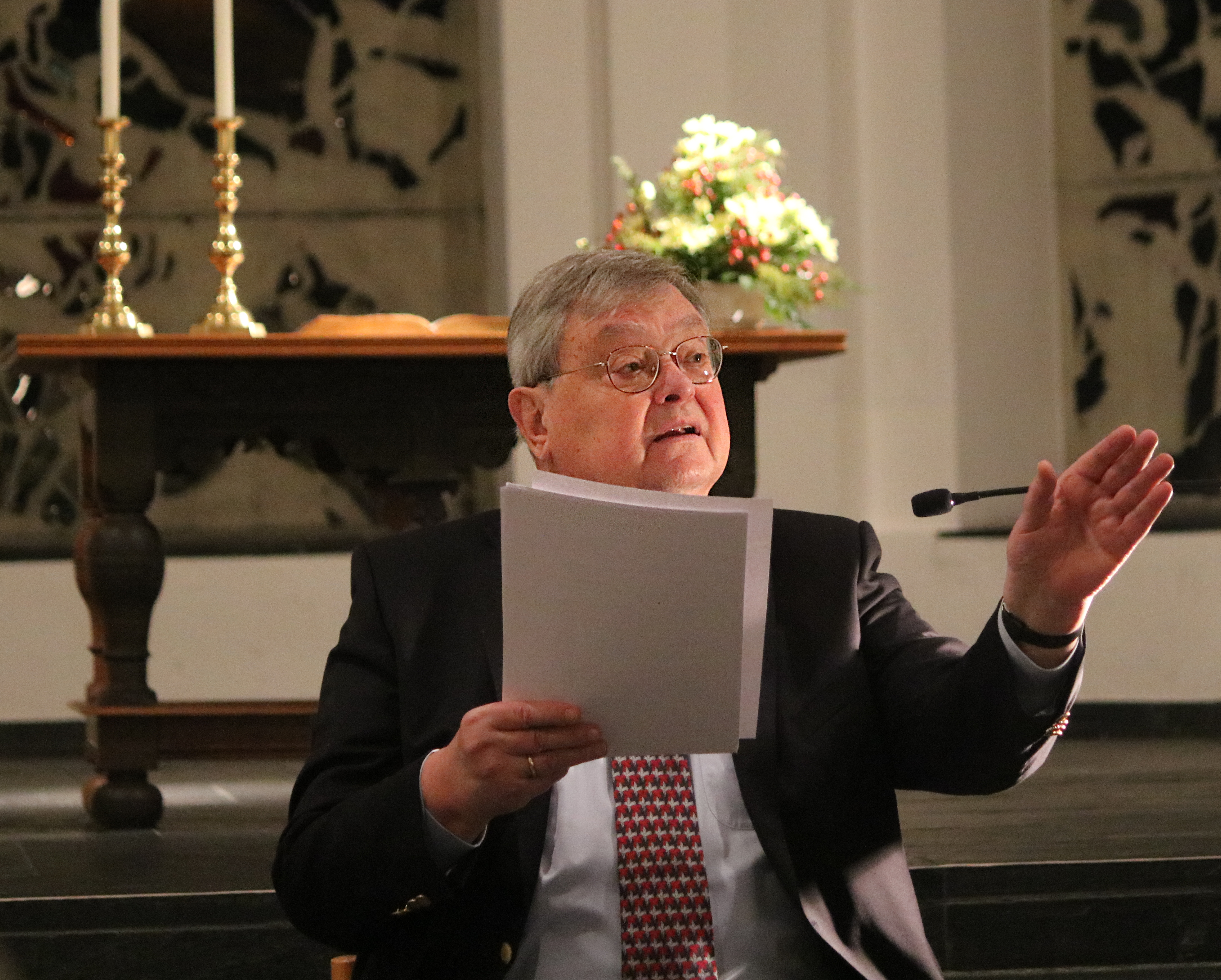
Nico ter Linden war ein bekannter Erzähler biblischer Geschichten. Lesung aus seinem Buch „Joseph, der Träumer“ in der Christuskirche Mönchengladbach 2016

Gehörte die Kenntnis vieler biblischer Erzählungen in christlich geprägten Ländern über Jahrhunderte praktisch zur Allgemeinbildung, so ist dieses Wissen sowohl unter Erwachsenen als auch unter Kindern und Jugendlichen in den letzten Jahrzehnten stark zurückgegangen, obwohl das Angebot an verfügbaren Bibelübersetzungen und von im Buchhandel angebotenen Kinderbibeln ständig zugenommen hat.
Bei zwei repräsentativen Umfragen des Instituts für Demoskopie Allensbach aus den Jahren 1995 und 2005 kannte nur die Hälfte der Befragten mehr als 7 von 19 bekannten Bibelgeschichten. 24 % hatten überhaupt keine Bibelkenntnisse. Besonders im Osten Deutschlands und unter Jugendlichen waren die biblischen Erzählungen wenig bekannt. Als Gründe dafür werden eine zunehmende Kirchenferne und Entfremdung von christlichen Traditionen bei vielen Menschen, die wachsende Zahl von Kirchenaustritten, aber auch die stark angewachsene Konkurrenz durch unterschiedlichste Medien und Unterhaltungsangebote angesehen.
In Italien beunruhigte im November 2005 die mangelnde Kenntnis der Heiligen Schrift eine Gruppe italienischer Intellektueller um den Schriftsteller Umberto Eco und den Philosophen Gianni Vattimo so sehr, dass diese mit einer Unterschriftenkampagne ihrer Forderung Nachdruck verleihen wollten, die Bibel wieder stärker in den Schulunterricht einzubeziehen, weil sich die Unkenntnis biblischer Erzählungen zunehmend „negativ auf das Verständnis von Kunst, Musik, Literatur, Politik und Wirtschaft“ auswirke.

## Biblische Erzählungen in der Kunst
Biblische Erzählungen bilden Motive zahlreicher künstlerischer Verarbeitungen, unter anderem in der Bildenden Kunst, Literatur oder Musik, und waren Basis für etliche Verfilmungen von biblischen Stoffen.

### Beispiele aus der Bildenden Kunst

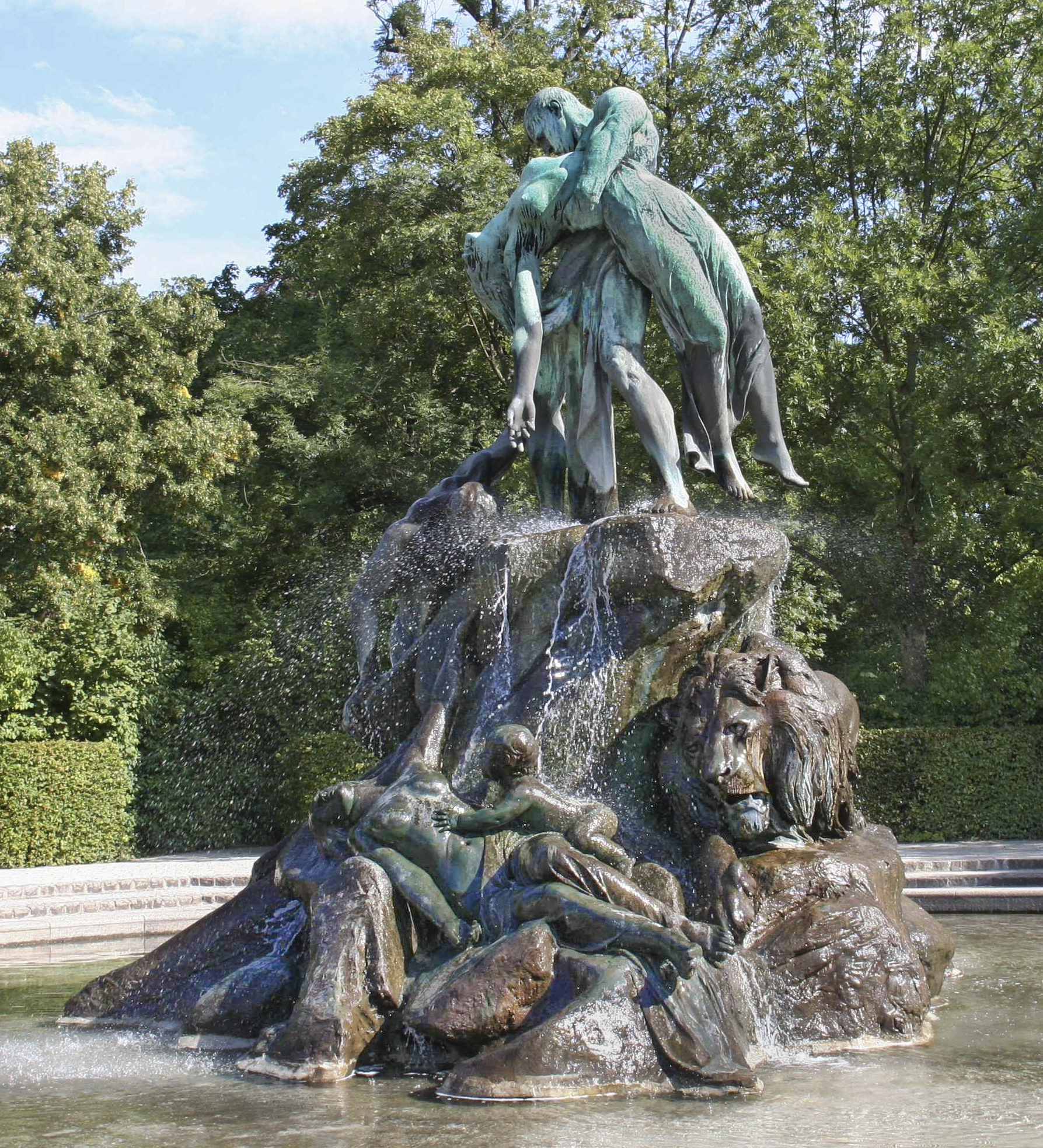
Sintflutbrunnen im Coburger Rosengarten

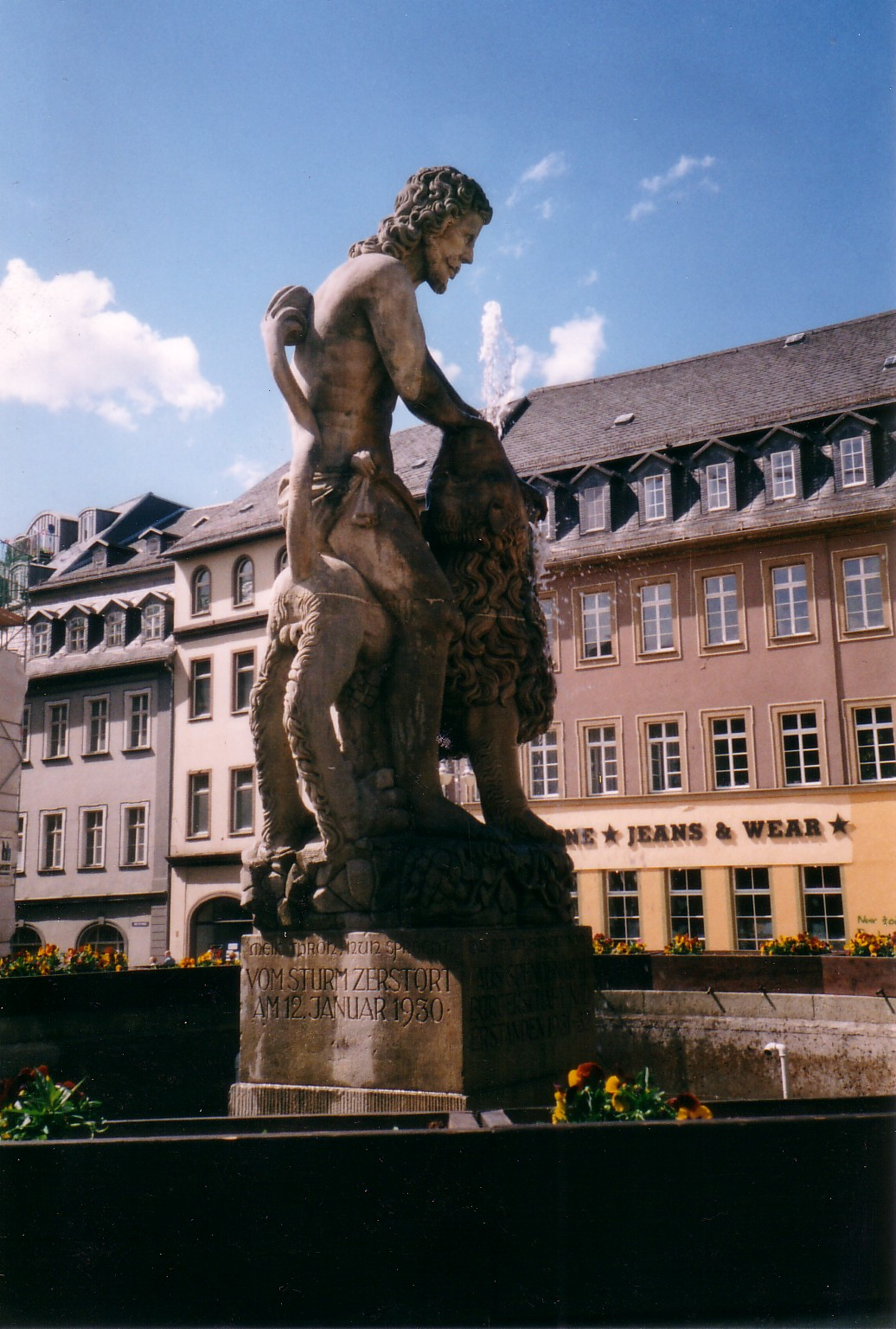
Simsonbrunnen in Gera

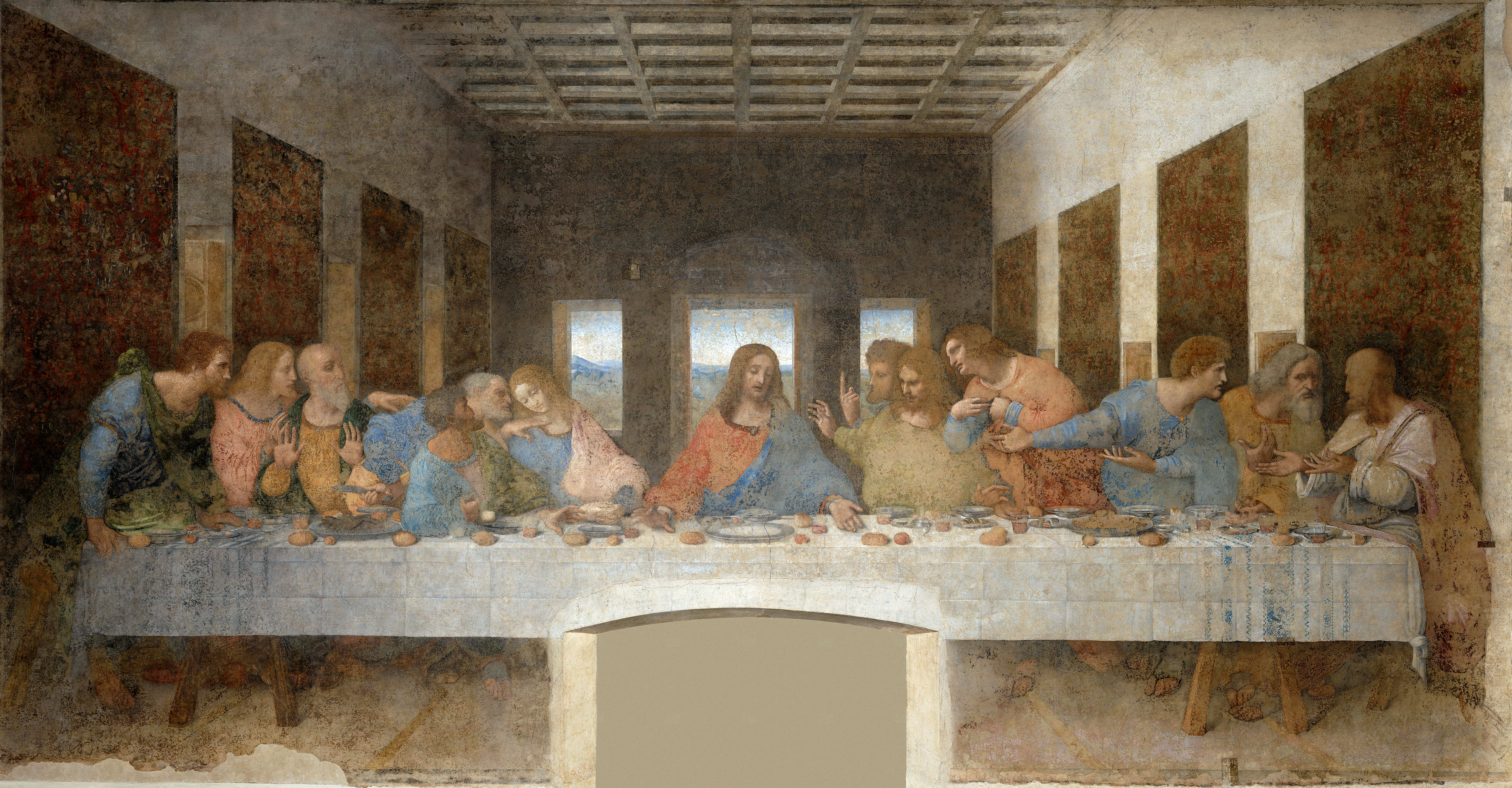
Das Abendmahl, Gemälde von Leonardo da Vinci, 1494 bis 1498

- Adam und Eva, Bronzerelief von Lorenzo Ghiberti
- Sintflutbrunnen im Rosengarten in Coburg von Ferdinand Lepcke
- Turmbau zu Babel, mehrere Gemälde von Pieter Bruegel dem Älteren
- Jakobssegen, Gemälde von Rembrandt
- Josef in Ägypten, Gemälde von Jacopo da Pontormo
- Simsonbrunnen in Bern und in Gera
- Urteil des Salomon, Gemälde von Nicolas Poussin
- Das Gastmahl des Belsazar, Gemälde von Rembrandt
- Zwölfjähriger Jesus im Tempel, Gemälde von Bernhard Strigel
- Die Hochzeit zu Kana, Gemälde von Paolo Veronese
- Das Abendmahl, Gemälde von Leonardo da Vinci
- Die Verspottung Christi, Gemälde von Matthias Grünewald
- Die Kreuzigung, Gemälde von Jacopo Tintoretto
- Beweinung Christi, Gemälde von Bernhard Strigel
- Sturz der gefallenen Engel, Gemälde von Pieter Bruegel dem Älteren
- Das Jüngste Gericht, Triptychon von Hans Memling

### Beispiele aus der Literatur
- Joseph und seine Brüder, Roman-Tetralogie von Thomas Mann
- Jefta und seine Tochter, Roman von Lion Feuchtwanger
- Die Biblische Geschichte. Erzählt von Stefan Andres. Droemer, München/Zürich 1965.
- Der König David Bericht, Erzählung von Stefan Heym (1972)
- Die drei dunklen Könige, Kurzgeschichte von Wolfgang Borchert (1946)

### Beispiele aus der Musik
Die Musikgeschichte ist untrennbar mit biblischen Erzählungen verbunden. So sind ganze Gattungen hauptsächlich diesem Themenbereich verpflichtet: Oratorium, Choral, Motette, Messe, Requiem. Neben der expliziten Kirchenmusik sind in allen textgebundenen musikalischen Formen unter anderem auch biblische Erzählungen verarbeitet,
bis hin zu biblischen Anspielungen in populärer Musik, wie zum Beispiel Jesus in der Popmusik.
- Die Schöpfung, Oratorium von Joseph Haydn
- Die Jakobsleiter, Oratorium von Arnold Schönberg
- Rebekka, Oper von B. Pisani, 1865
- Mosè in Egitto, Oper von Gioachino Rossini
- Joshua, Oratorium von Georg Friedrich Händel
- Samson et Dalila, Oper von Camille Saint-Saëns
- David et Jonathas, Oper von Marc-Antoine Charpentier (1688)
- König David, Symphonischer Psalm in drei Teilen von Arthur Honegger nach dem Drama von René Morax (1921/1923)
- Elias, Oratorium von Felix Mendelssohn Bartholdy
- Nabucco, Oper von Giuseppe Verdi
- Esther, Oratorium von Georg Friedrich Händel
- Lazarus, Vokalwerk von Franz Schubert
- Christus am Ölberge, Oratorium von Ludwig van Beethoven
- Matthäuspassion, Oratorium von Johann Sebastian Bach
- Das Buch mit sieben Siegeln, Oratorium von Franz Schmidt
- Die Bibel – Eine gesprochene Symphonie, Performance-Show von Ben Becker

## Auswahl biblischer Erzählungen im Alten Testament

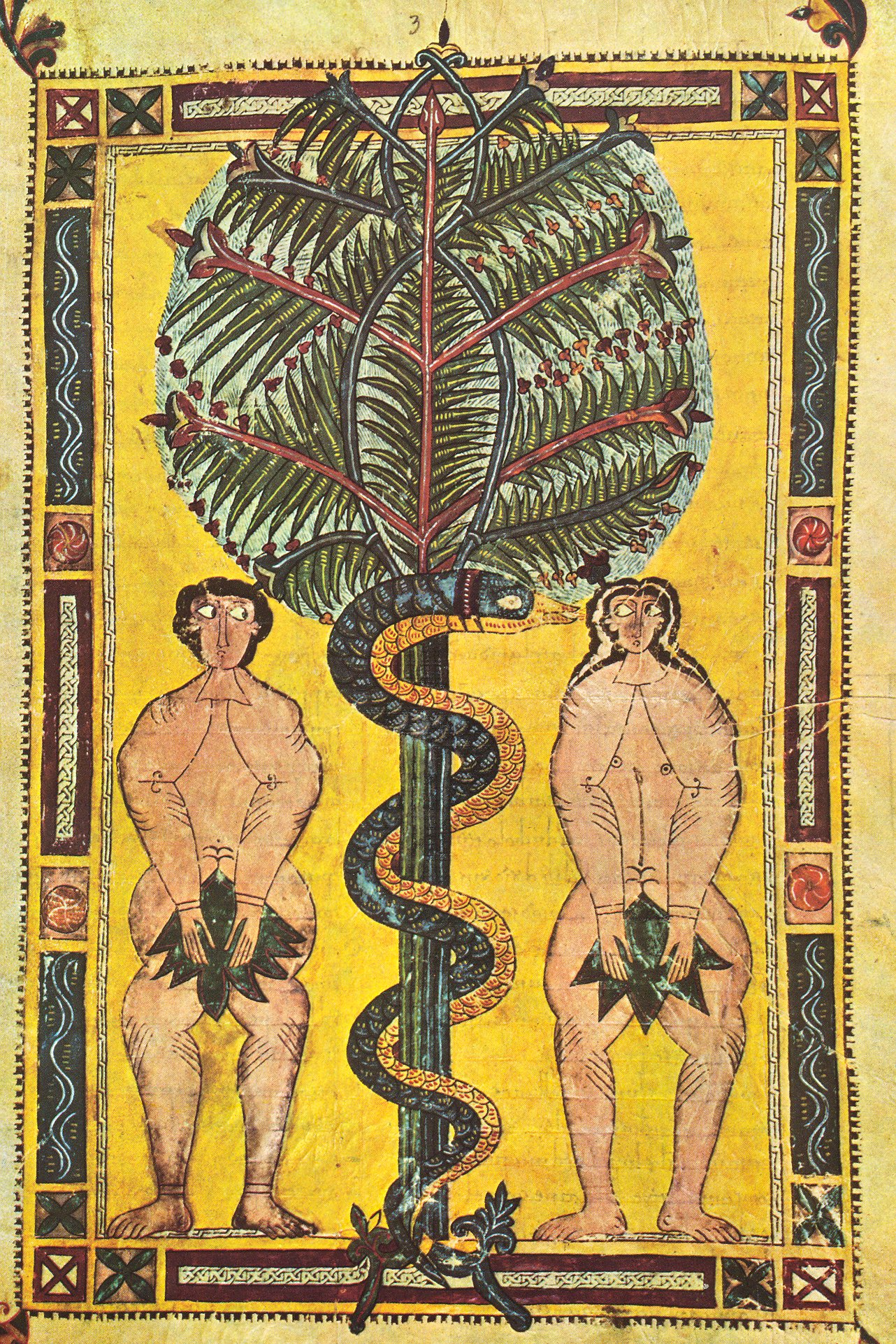
Adam und Eva (span. Buchmalerei, ca. 950)

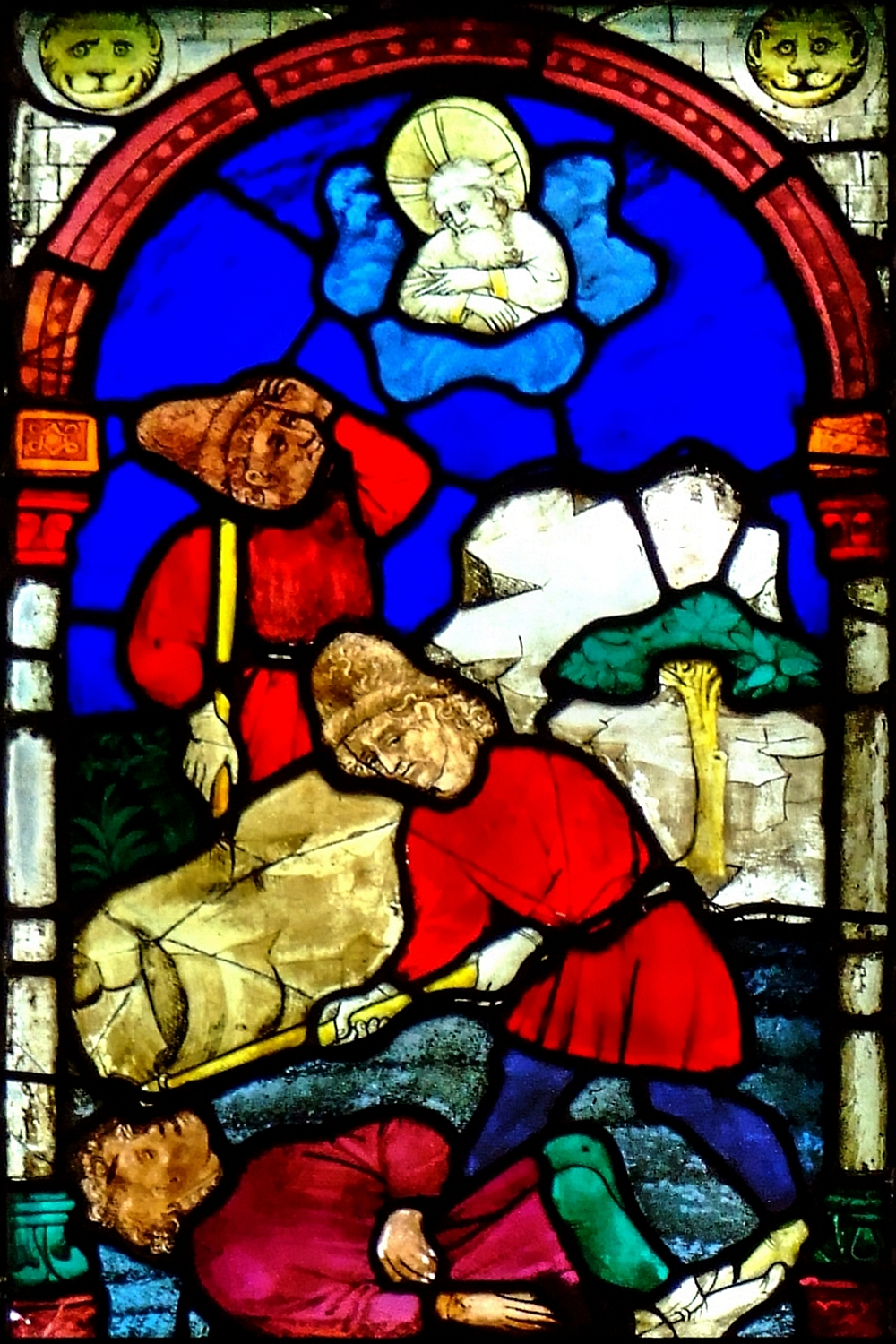
Kains Brudermord im Ulmer Münster von Hans Acker, um 1430

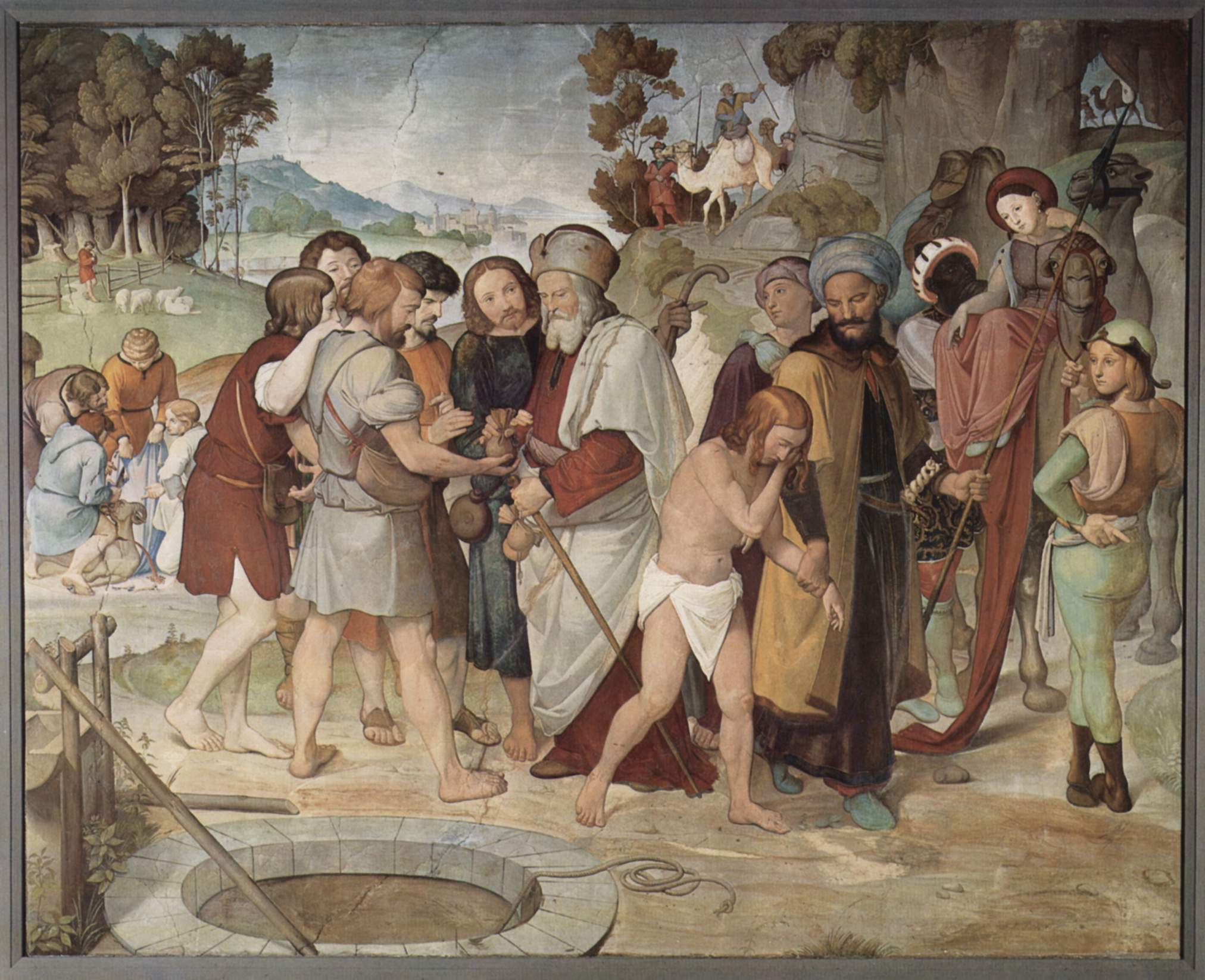
Friedrich Overbeck: Verkauf Josephs an die ägyptischen Händler

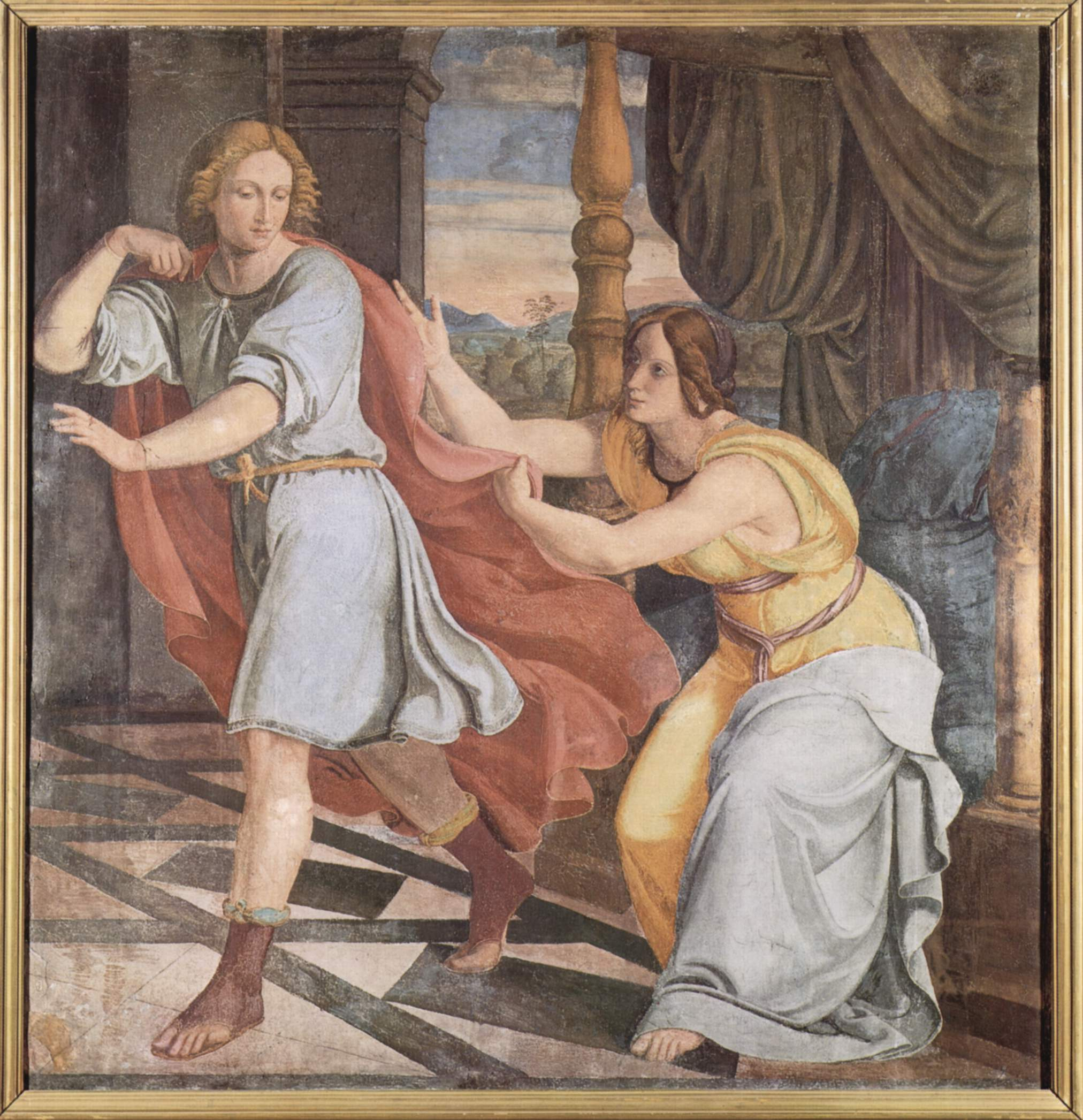
Philipp Veit: Joseph und Potiphars Frau, 1816–1817

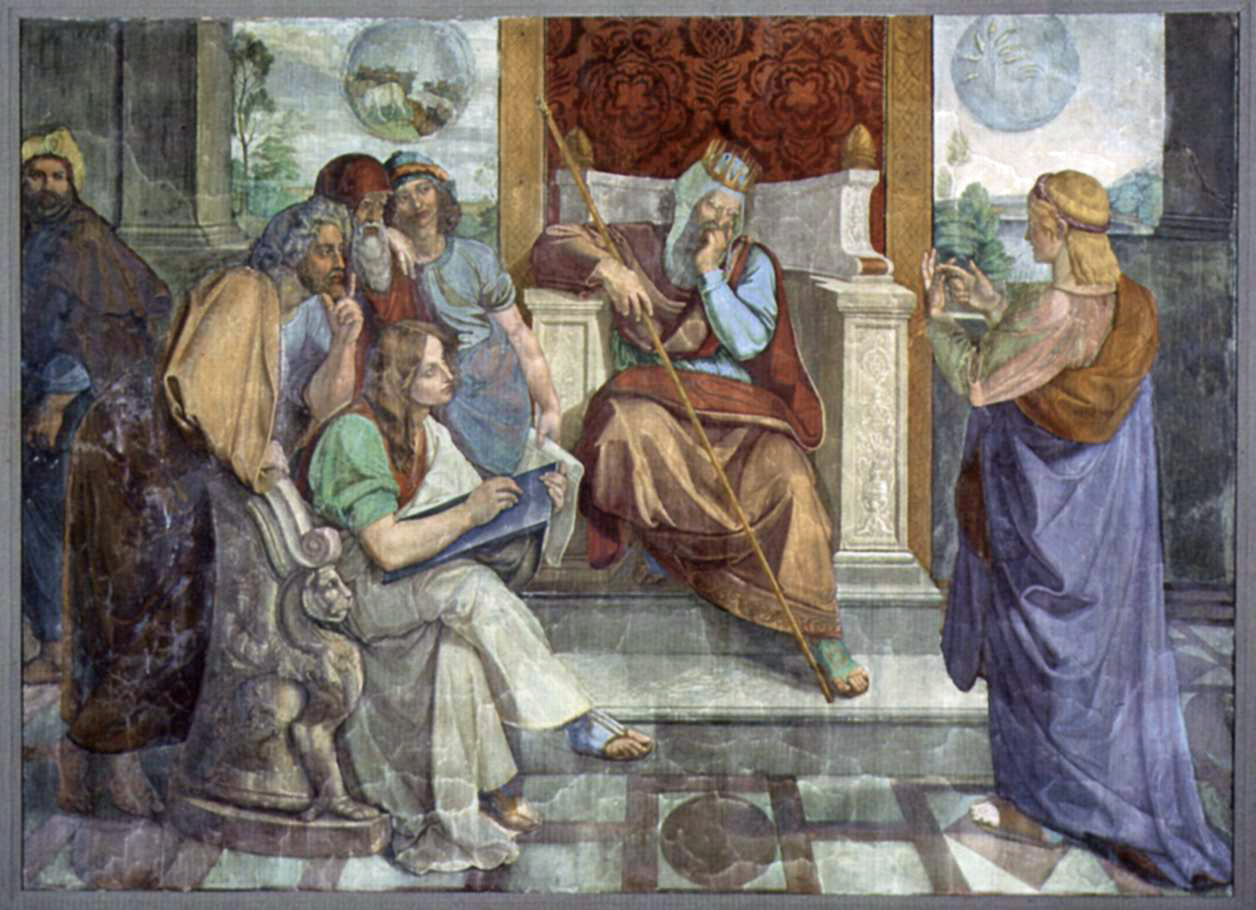
Peter von Cornelius: Joseph deutet die Träume des Pharaos

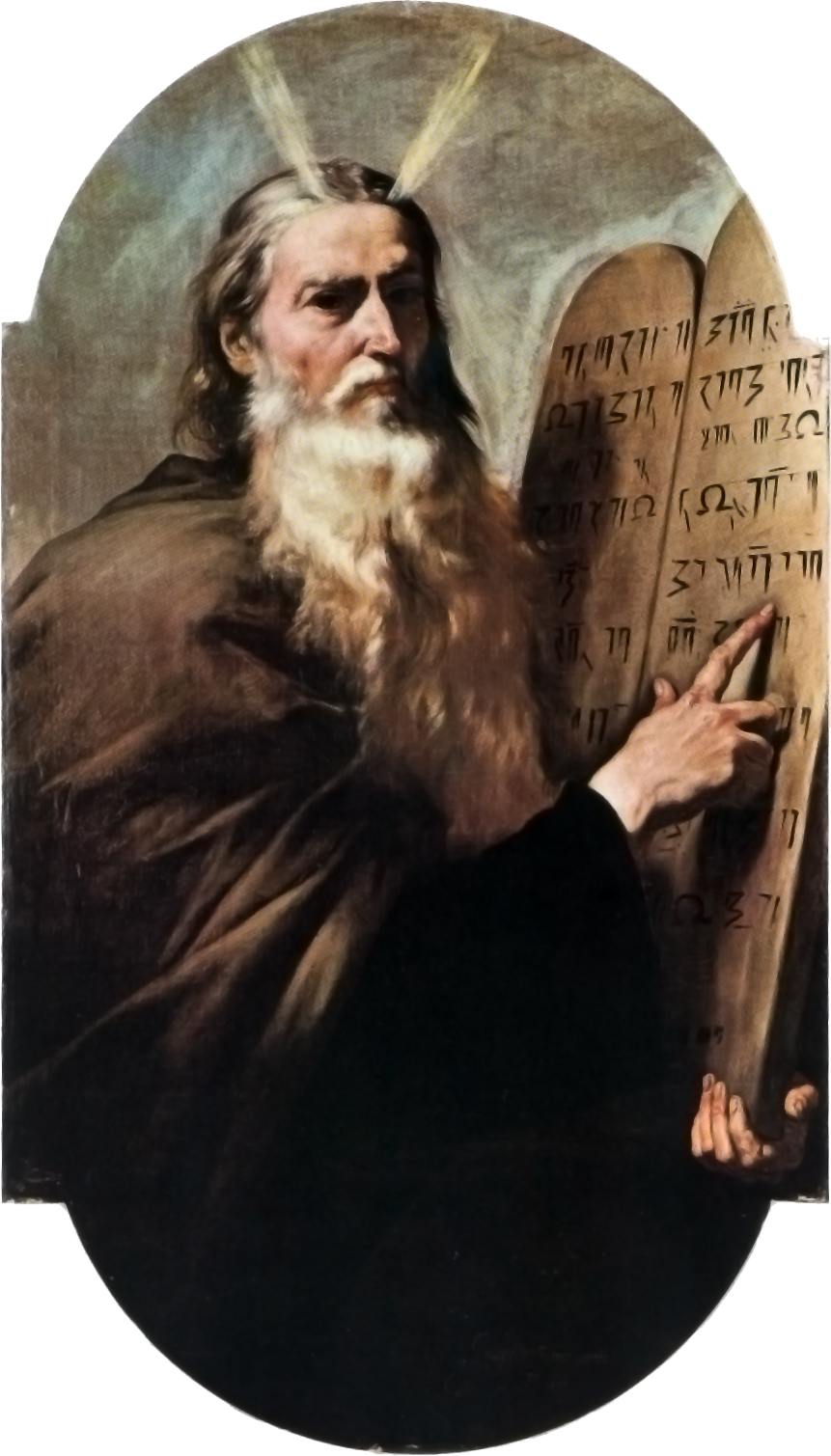
Mose und die zehn Gebote, Gemälde von Jusepe de Ribera

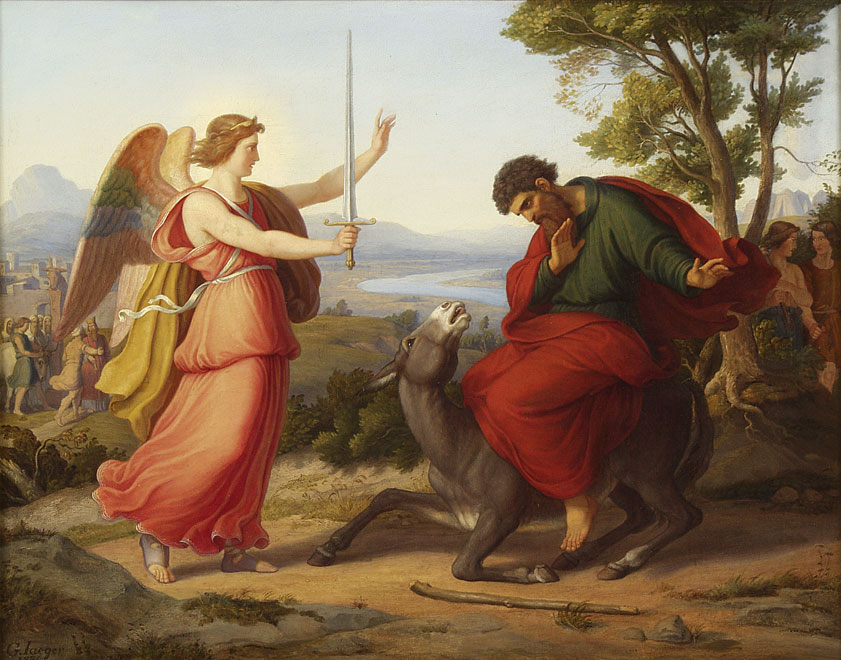
Bileam und der Engel, Gemälde von Gustav Jaeger, 1836

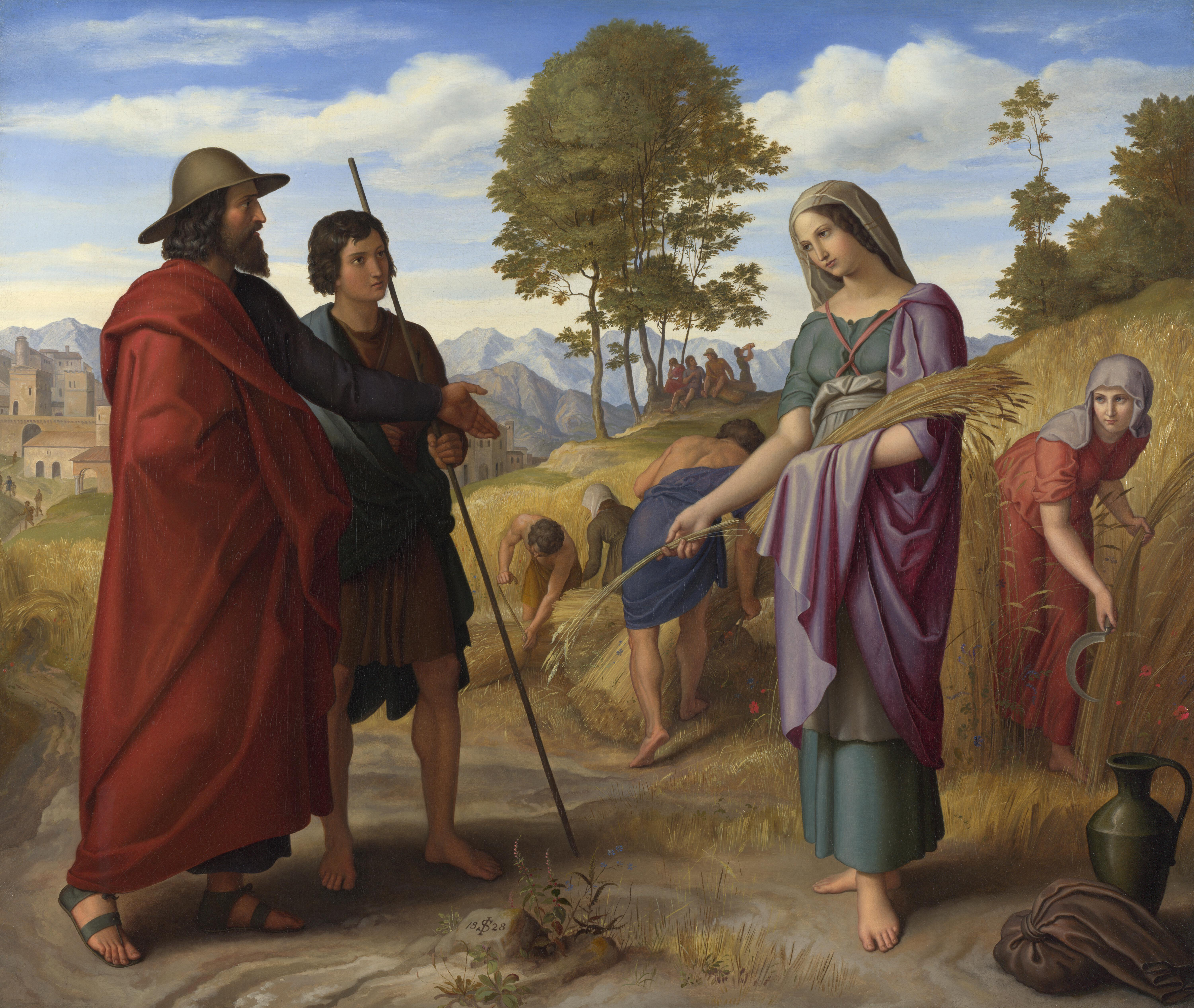
Ruth im Feld des Boaz, Gemälde von Julius Schnorr von Carolsfeld, 1828

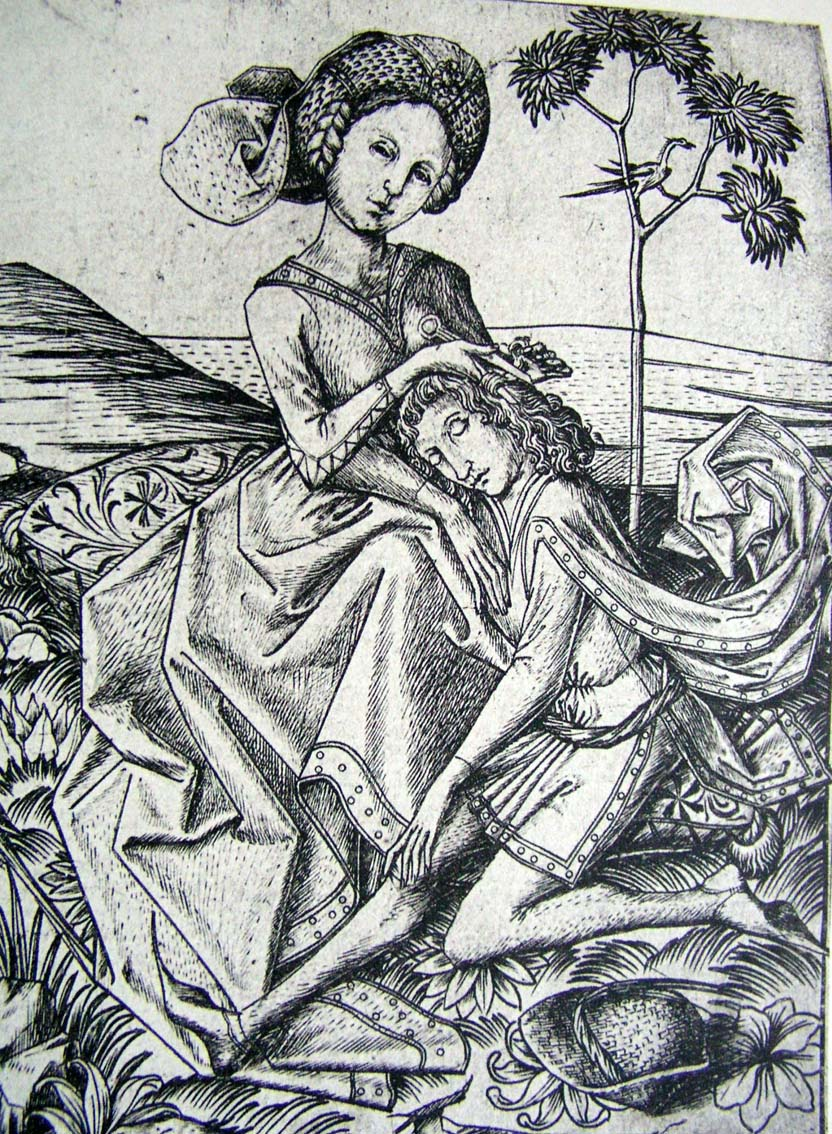
Delila schert Simson die Haare, Kupferstich von Meister E. S.

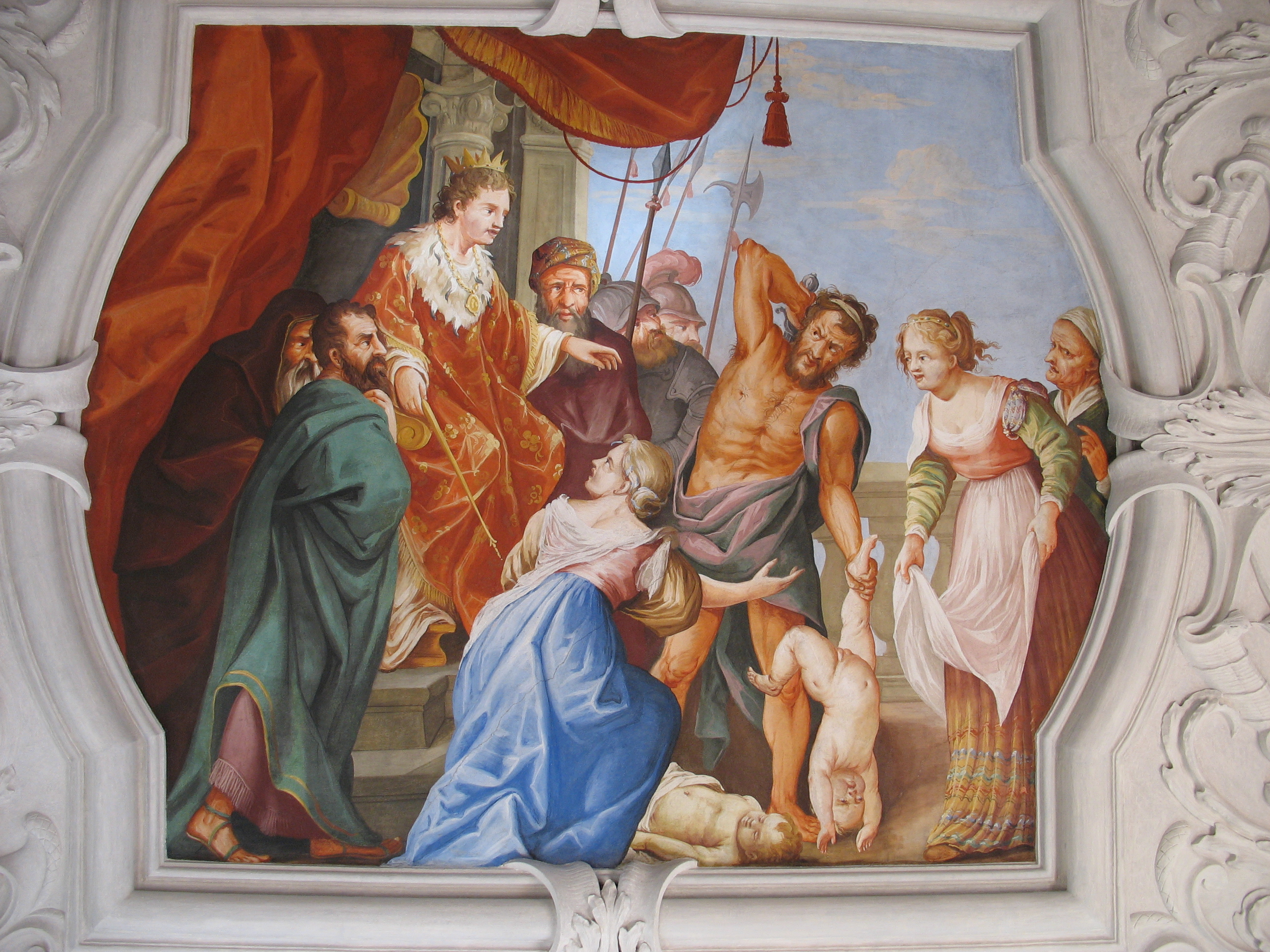
Deckenfresko im Herbergstrakt vom Pfarrhof Frauenberg an der Enns: Das Salomonische Urteil

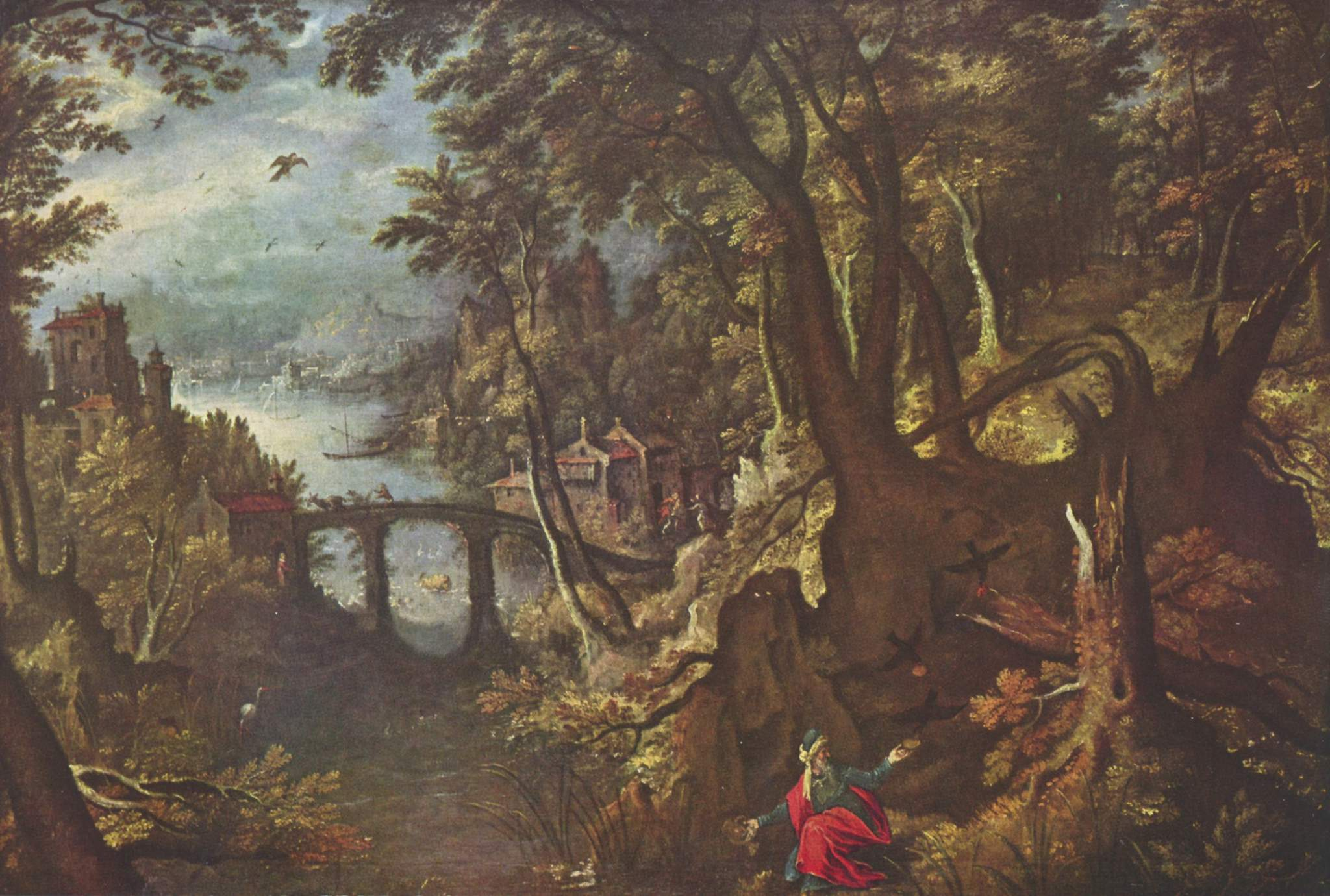
Elia wird von Raben ernährt, Gemälde von Gillis van Coninxloo, Ende 16. Jahrhundert

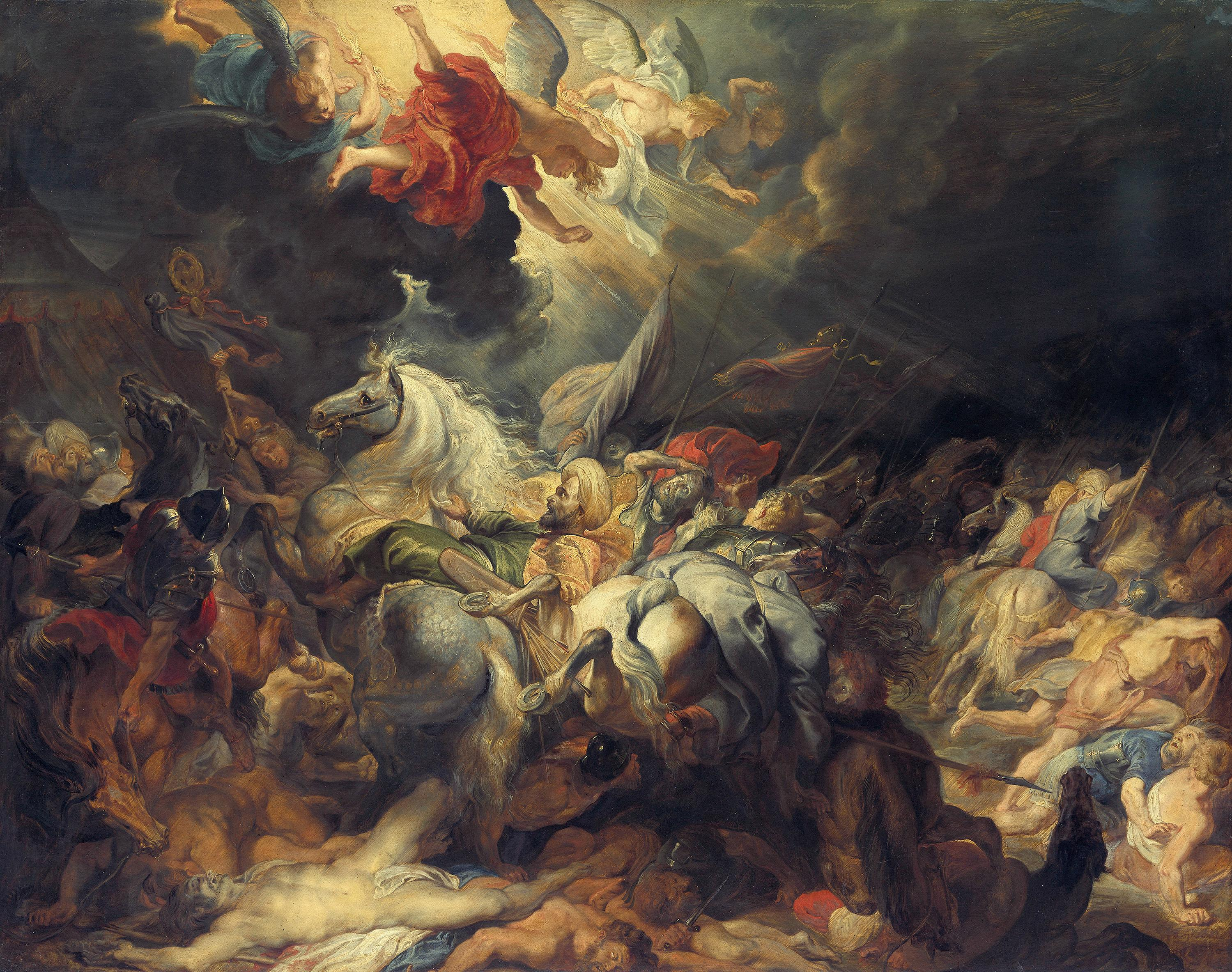
Niederlage Sanheribs vor Jerusalem, Peter Paul Rubens, 1. Hälfte 17. Jahrhundert

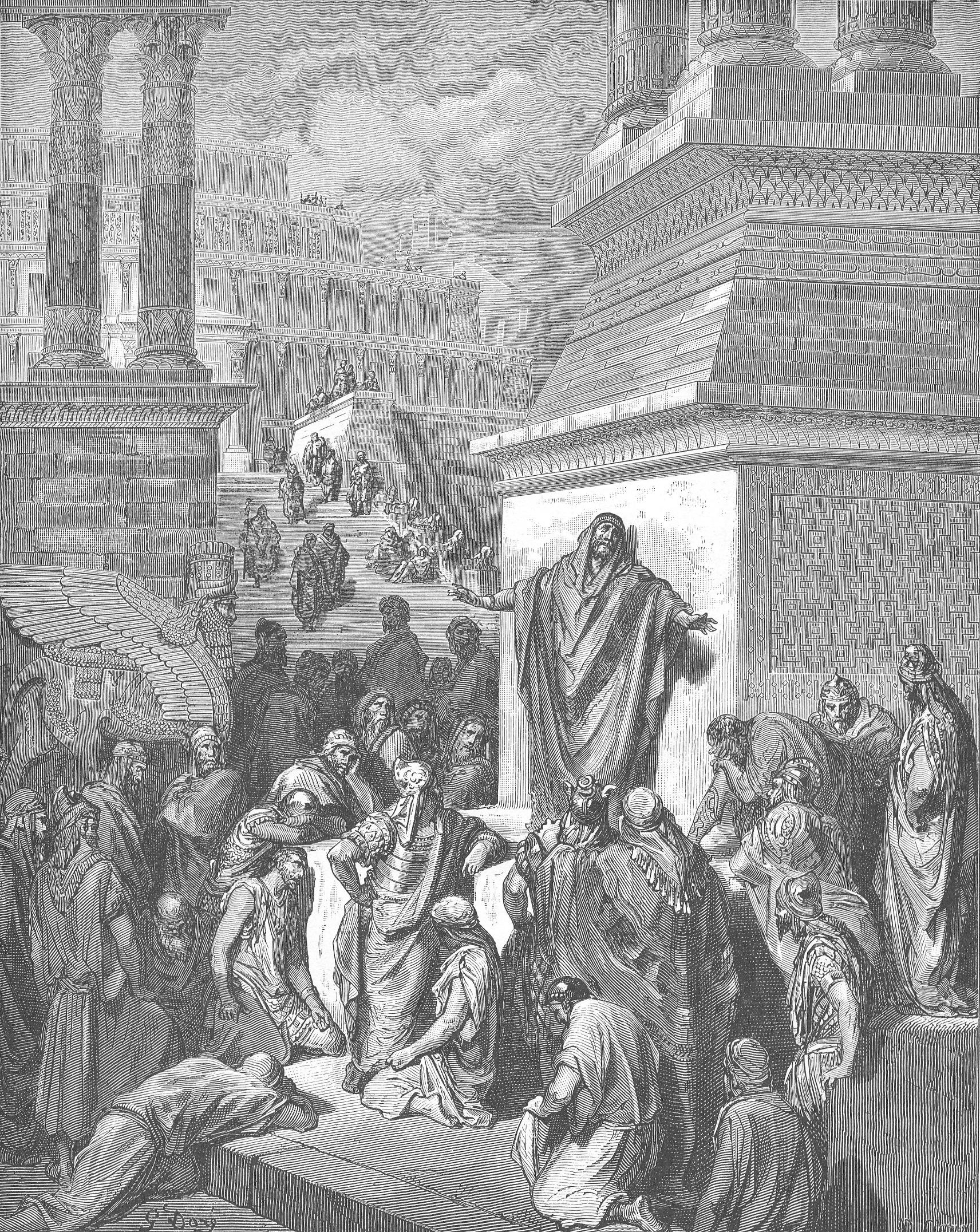
Jona predigt zu den Nineviten, von Gustave Doré

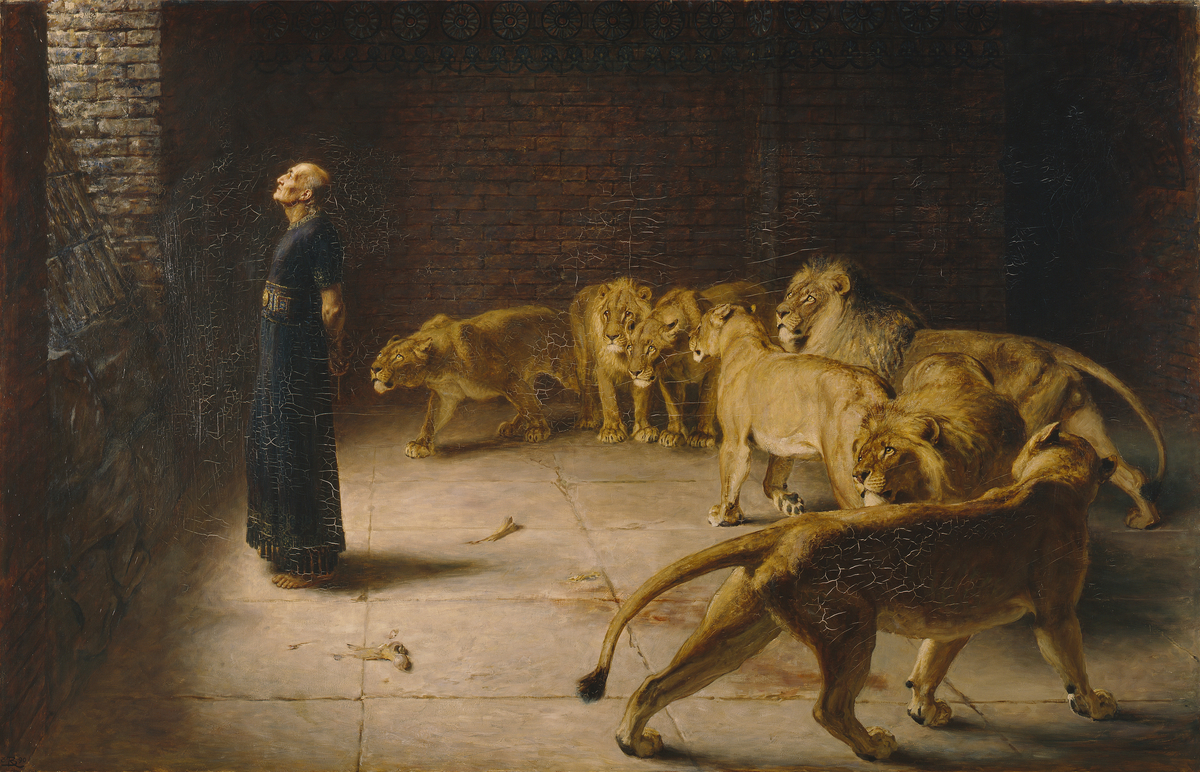
Daniel in der Löwengrube, Gemälde von Briton Rivière, 1890

- Gott erschafft die Welt, Pflanzen, Tiere und den Menschen – Die Schöpfung
- Adam und Eva
  - Im Garten Eden
  - Der Baum des Lebens und der Baum der Erkenntnis von Gut und Böse
  - Der Sündenfall (Gen 3,1–24 GNB)
  - Die Vertreibung aus dem Paradies
- Die Nachkommen des ersten Menschenpaares
  - Kain tötet seinen Bruder Abel (Gen 4,2–26 GNB)
  - Jubal, Jabal und Tubal-Kain
  - So alt wie Methusalem
  - Der gottestreue Henoch
- Die Nephilim – Riesen auf der Erde
- Noach
  - Der Bau der Arche (Gen 6,9–22 GNB)
  - Die Sintflut
  - Der erste Regenbogen (Gen 9,1–17 GNB)
- Nimrod, der erste Herrscher
  - Der Turmbau zu Babel (Gen 11,1–9 GNB)
  - Die Babylonische Sprachverwirrung
- Abraham
  - Abraham Berufung: Umzug von Ur nach Kanaan
  - Abraham bei Melchisedek
  - Abraham und Sara wird ein Sohn versprochen
  - Die Bindung Isaaks (Gen 22,1–18 GNB)
  - Hagar und Ismael
  - Rebekka, eine Frau für Isaak
- Lot
  - Lot und Abraham trennen sich
  - Die Vernichtung von Sodom und Gomorra (Gen 19,1–29 GNB)
- Jakob
  - Esau verkauft sein Erstgeburtsrecht für ein Linsengericht an seinen Bruder (Gen 25,29–34 GNB)
  - Jakob empfängt den für Esau bestimmten Segen (Gen 27,1–40 GNB)
  - Jakobs Flucht nach Haran
  - Jakob heiratet Lea und Rachel
  - Jakob verlässt Laban und kehrt zu seinem Bruder zurück
  - Jakob erhält von JHWH den Namen Israel
  - Jakob und seine zwölf Söhne
  - Dina in Sichem (Gen 34,1–31 GNB)
- Josef und seine Brüder
  - Josefs Träume
  - Josef wird nach Ägypten verkauft
  - Josef bei Potifar (Gen 39,1–18 GNB)
  - Josef im Gefängnis
  - Josef deutet die Träume des Pharao (Gen 41,1–45 GNB)
  - Josef testet seine Brüder
  - Jakobs Familie siedelt in Ägypten
- Der gottesfürchtige Ijob
  - Der Satan bezweifelt Hiobs Treue zu Gott
  - Die Hiobsbotschaften
  - Drei falsche Freunde besuchen Ijob
  - Elihu stellt vieles richtig
  - JHWH antwortet Ijob
    - Der Behemoth und der Leviathan

  - Gott belohnt die Treue Ijobs
- Die Israeliten in der Sklaverei
- Mose
  - Die Geburt und Errettung des Mose (Ex 2,1–10 GNB)
  - Mose flieht nach Midian
  - Mose heiratet Zippora, eine Tochter Jitros
  - Der brennende Dornbusch
  - Mose und sein Bruder Aaron vor dem Pharao
  - Die zehn Plagen über Ägypten
- Die Wanderung der Israeliten ins Gelobte Land
  - Der Auszug aus Ägypten
  - Der Durchzug durch das Schilfmeer
  - Das Manna
  - Die Zehn Gebote
  - Das goldene Kalb (Ex 32,1–35 GNB)
  - Die Stiftshütte und die Bundeslade
  - Der Aufstand der Rotte Korach wird niedergeschlagen
  - Die zwölf Kundschafter in Kanaan
    - Nur Kaleb und Josua erhalten eine Verheißung

  - Aaron wird Hohepriester
  - Die Kupferschlange
  - Bileams Esel redet
  - Josua wird der neue Anführer der Israeliten
  - Die Landnahme und die Verteilung des Landes an die Zwölf Stämme Israels
    - Rahab hilft den israelitischen Kundschaftern
    - Die Durchquerung des Jordan
    - Die Mauern von Jericho
    - Der Diebstahl des Achan und der Kampf gegen Ai
    - Die List der Gibeoniter
    - Die Sonne steht still über Gibeon
- Rut und Noomi
  - Boas heiratet Rut
- Die Zeit der Richter
  - Debora, Barak und Sisera
  - Gideon und seine 300 Männer siegen über Midian (Ri 7,1–25 GNB)
  - Abimelech macht sich in Sichem zum König
  - Jiftachs leichtfertiges Versprechen (Ri 11,1–40 GNB)
  - Samson, der starke Nasiräer, kämpft gegen die Philister
    - Samson und Delila (Ri 16,1–31 GNB)
- Samuel
  - Hanna betet in der Stiftshütte um einen Sohn
  - Der kleine Samuel beim Hohepriester Eli
  - Die Philister rauben die Bundeslade und bringen sie wieder zurück
  - Nach dem Tod von Eli und dessen Söhnen wird Samuel Hohepriester
  - Samuel salbt Saul zum ersten König Israels
- David
  - JHWH erwählt den Schafhirten David zum Nachfolger Sauls
  - David besiegt den Riesen Goliat (1 Sam 17,1–57 GNB)
  - Der eifersüchtige Saul trachtet David nach dem Leben
  - Jonatans Freundschaft mit David
  - Nabal und Abigail
  - Saul befragt die Hexe von Endor (1 Sam 28,3–25 GNB)
  - David wird König von Israel
  - Die Bundeslade kommt nach Jerusalem
  - Davids Ehebruch mit Batseba (2 Sam 11,2–27 GNB)
  - Der Prophet Natan deckt die Schuld Davids am Tod Urijas auf (2 Sam 11,1–24 GNB)
  - Amnon vergewaltigt seine Halbschwester Tamar
  - Davids Heerführer Joab tötet Abschalom
- Salomo
  - König Salomo wünscht sich Weisheit von Gott (1 Kön 3,1–15 GNB)
  - Ein salomonisches Urteil (1 Kön 3,16–28 GNB)
  - Der Bau des Tempels für JHWH
  - Die Königin von Saba besucht Jerusalem (1 Kön 10,1–13 GNB)
  - Salomo fällt bei Gott wegen seines Götzendienstes in Ungnade (1 Kön 11,1–11 GNB)
- Die Aufteilung des Großreiches Israel in das Nordreich Israel unter Jerobeam und das Südreich Juda unter Rehabeam

- Der Prophet Elija
  - Elija während der Dürre bei der Witwe in Zarephath
  - Königin Isebel lässt Nabot steinigen, um in den Besitz seines Weinberges zu gelangen
  - König Ahab trachtet Elija nach dem Leben
  - Die Feuerprobe zwischen Elija und den Baalspriestern auf dem Karmel
  - Jehu lässt Isebel töten
- Der Prophet Elischa
  - Naaman wird geheilt (2 Kön 5,1–27 GNB)
- Der Prophet Jona
  - Jona gehorcht Gott nicht
  - Jona im Bauch des Wals
  - Die Bewohner von Ninive bereuen

- König Hiskija
  - Die Assyrer belagern Jerusalem
  - Sanheribs Heer wird durch einen Engel JHWHs vernichtet
- Joschija lässt den Tempel renovieren
- Jeremia warnt vor dem Götzendienst und der Strafe Gottes

- Jerusalem und der Tempel werden zerstört

- Babylonisches Exil
  - Daniel 3: Schadrach, Meschach und Abed-Nego verweigern sich der königlichen Tafel
  - Schadrach, Meschach und Abed-Nego im Feuerofen
  - Daniel und das Menetekel (Dan 5,1–30 GNB)
  - Die Perser und Meder erobern Babylon
  - Daniel in der Löwengrube (Dan 6,1–29 GNB)
  - Kyros erlaubt den Juden die Rückkehr in ihre Heimat

- Mit Esra kehren weitere Familien aus Babylon nach Jerusalem zurück
- Nehemia organisiert den Wiederaufbau der Stadtmauern von Jerusalem

## Auswahl biblischer Erzählungen im Neuen Testament

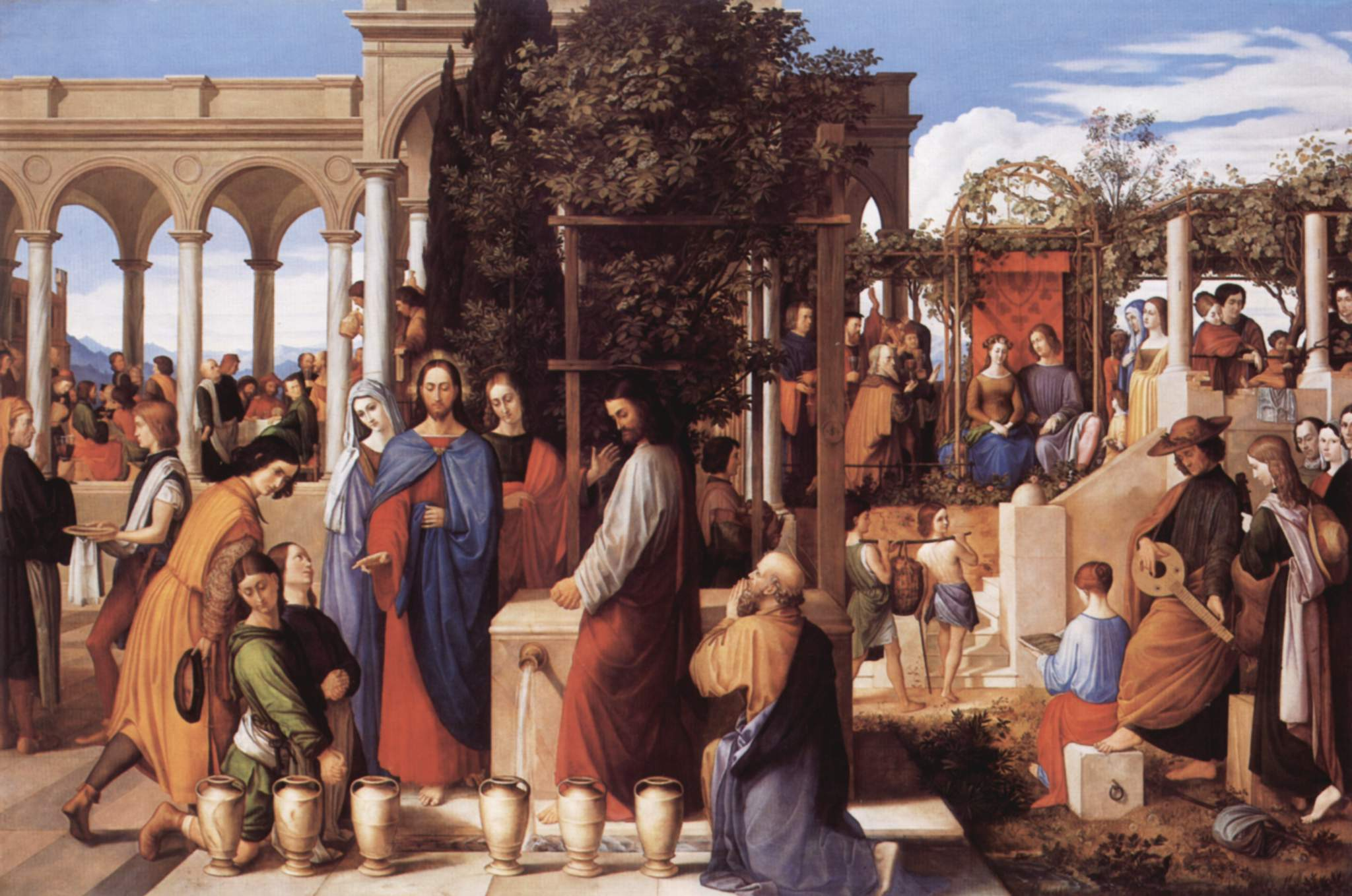
Die Hochzeit zu Kana, Julius Schnorr von Carolsfeld, 1820

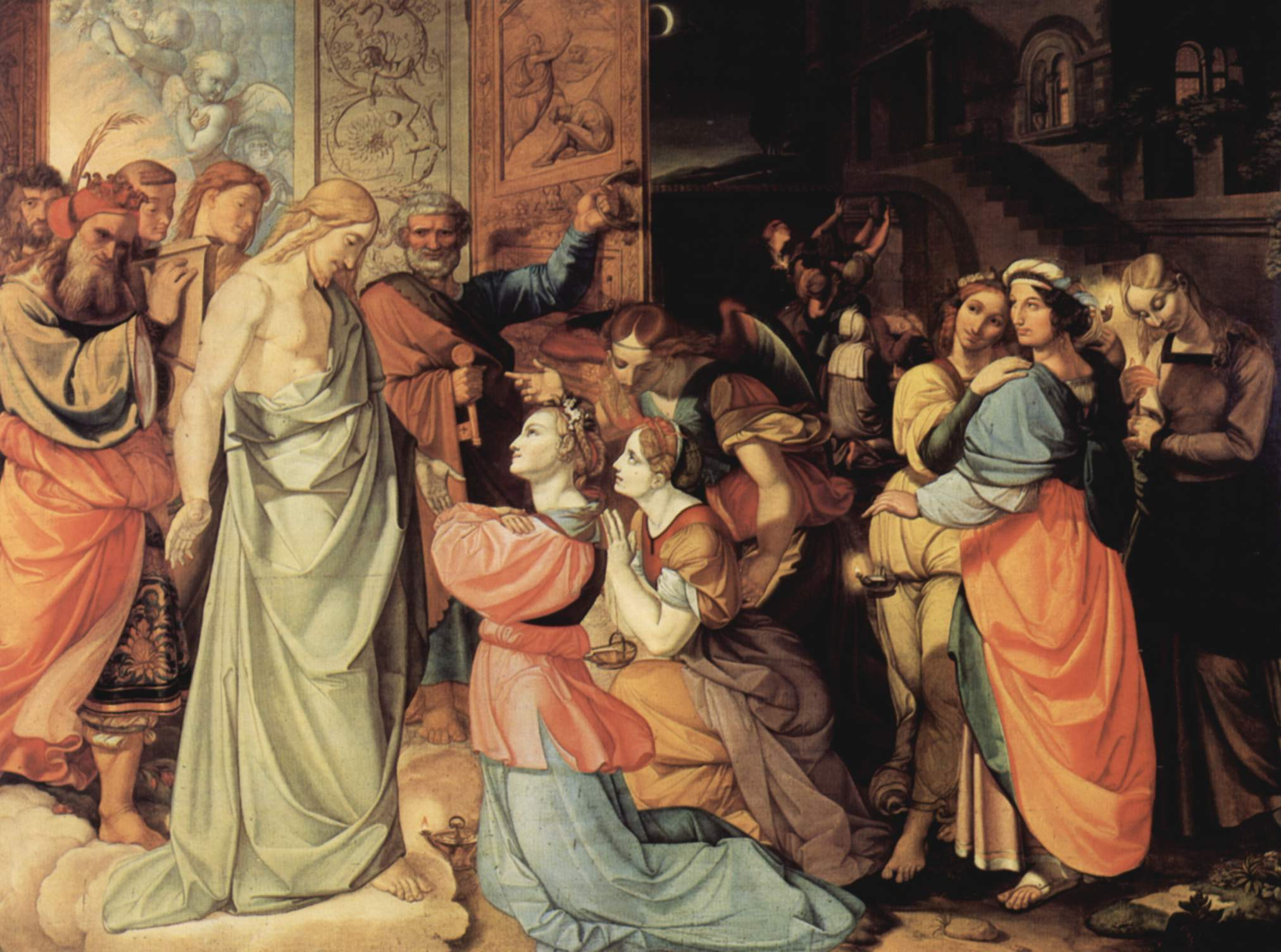
Peter von Cornelius: Die klugen und die törichten Jungfrauen, Öl auf Leinwand, 1813–1819

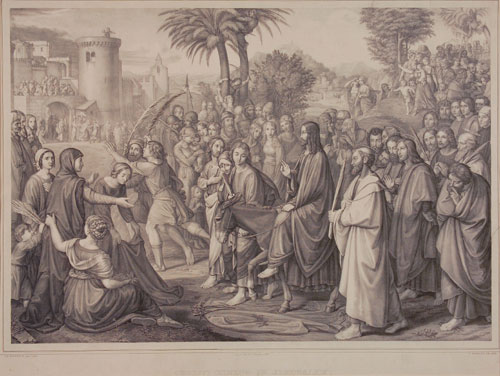
Einzug Jesu in Jerusalem, Lithographie von Otto Speckter

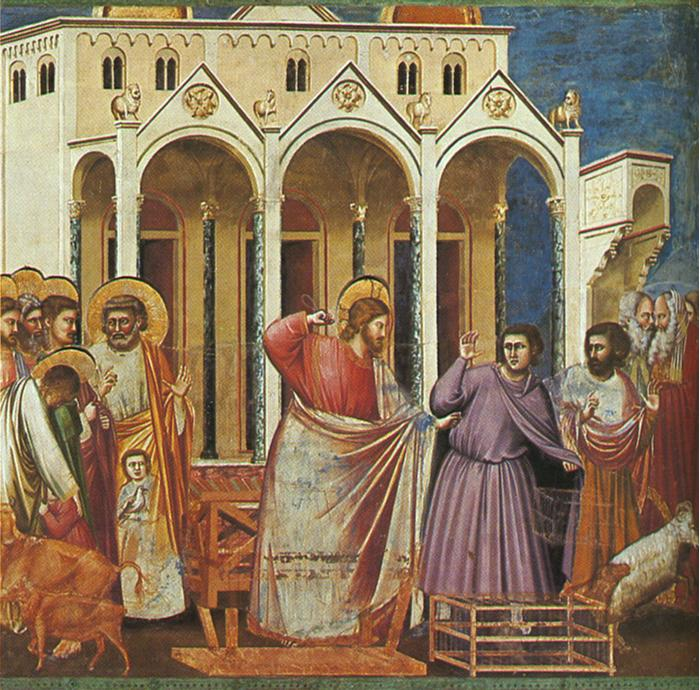
Giotto di Bondone: Jesus vertreibt die Händler aus dem Tempel

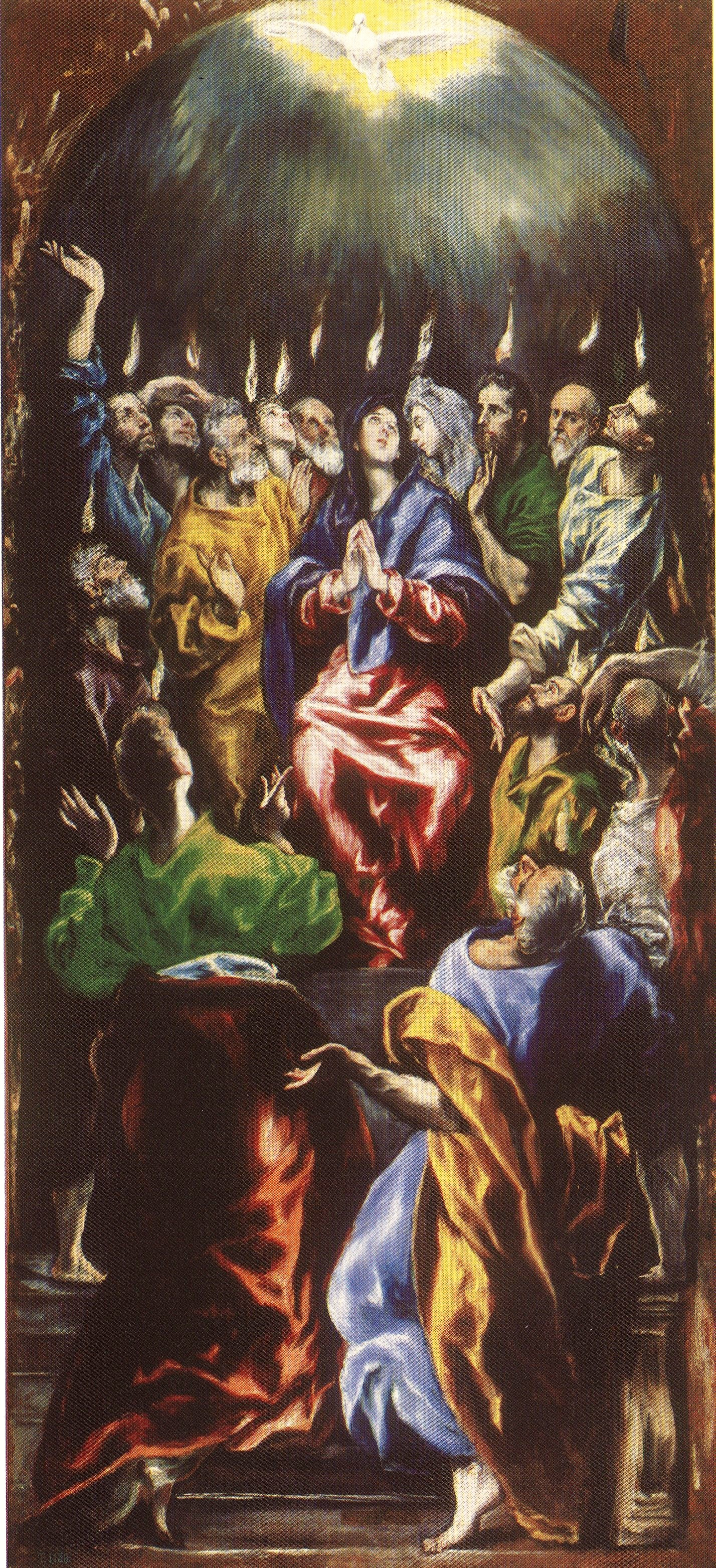
El Greco: Ausgießung des Heiligen Geistes

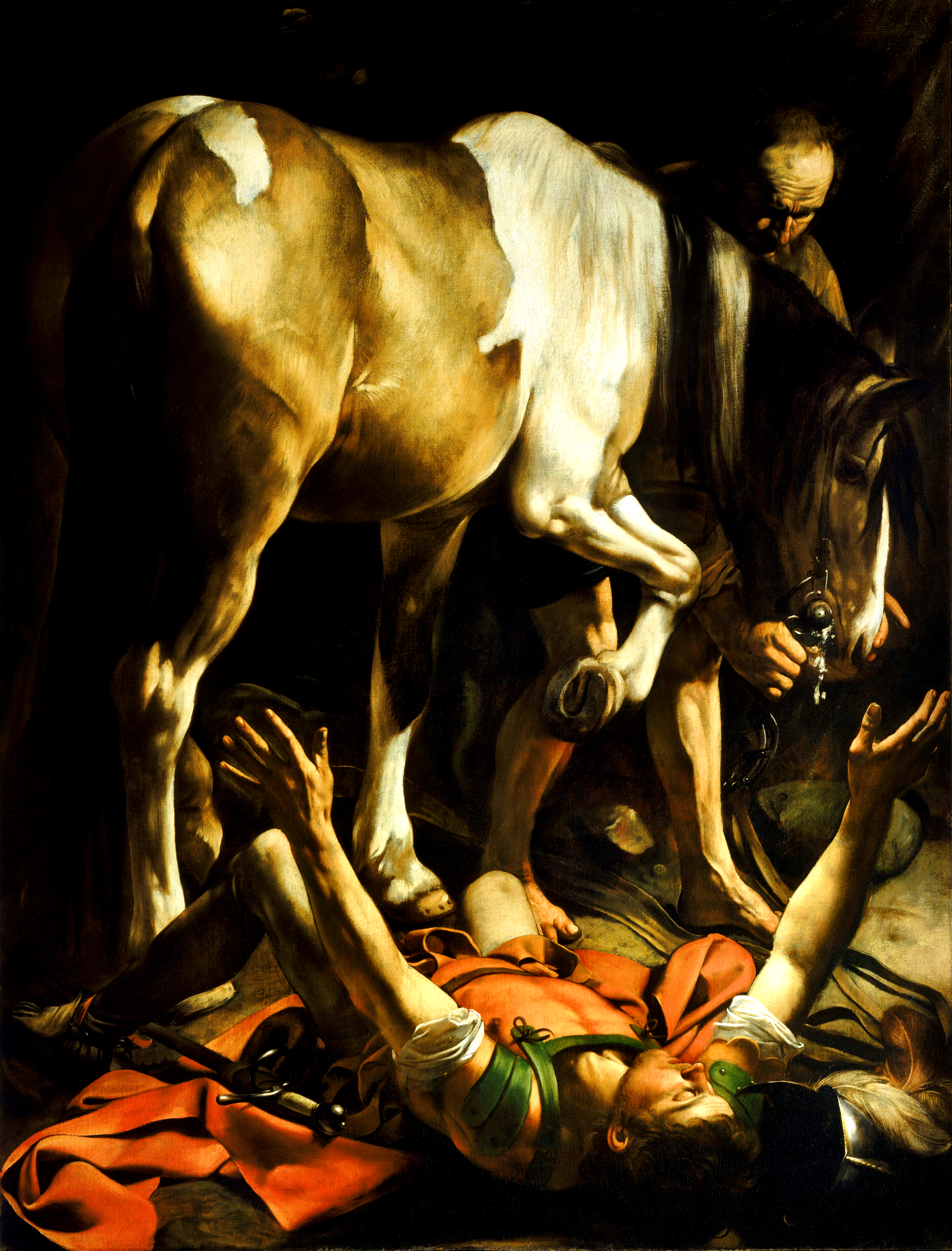
Die Bekehrung des Paulus in der Interpretation Caravaggios

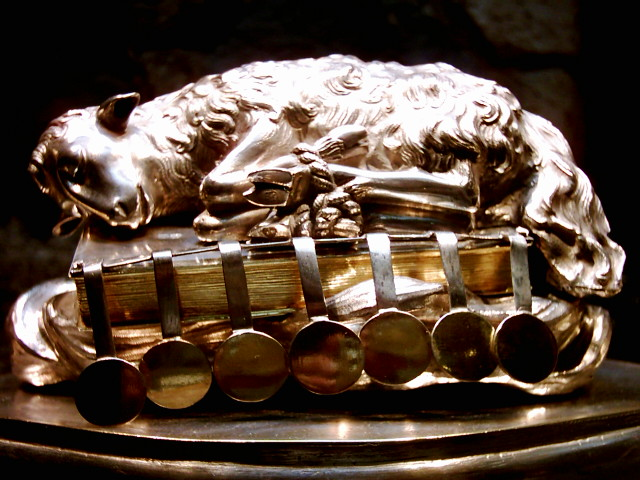
Apokalyptisches Lamm auf dem Buch mit sieben Siegeln, Johann Heinrich Rohr, um 1775

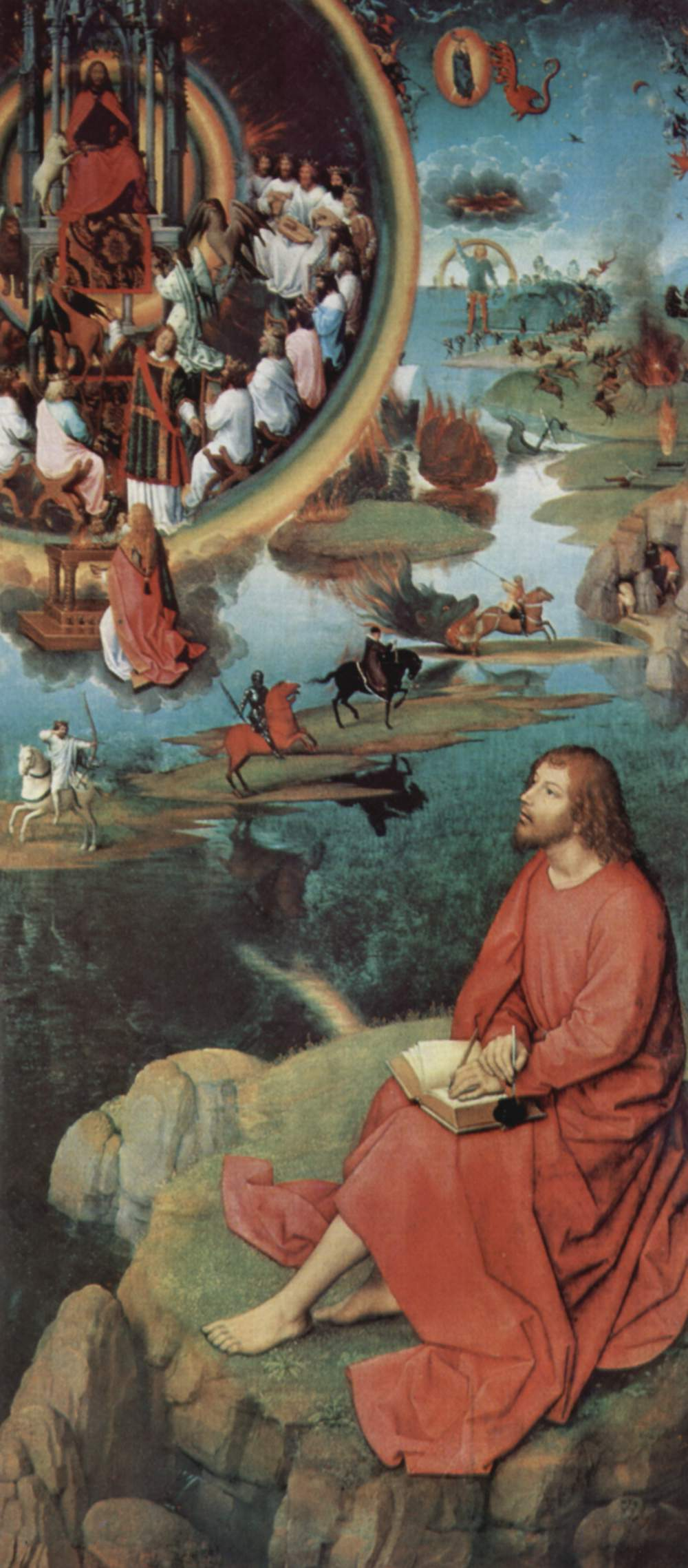
Johannes schaut auf Patmos die Visionen der Offenbarung, Altarbild von Hans Memling

- Der Erzengel Gabriel kündigt Zacharias die Geburt von Johannes an
- Gabriel erscheint der Maria
- Die Geburt Jesu in Bethlehem
- Simeon und Hanna preisen den geborenen Messias
- Die Weisen aus dem Morgenland
  - Josef von Nazaret flieht mit seiner Familie nach Ägypten
  - Der Kindermord in Bethlehem
- Jesus wächst mit seinen Geschwistern in Nazareth auf
  - Der zwölfjährige Jesus im Tempel in Jerusalem
- Johannes der Täufer am Jordan
  - Taufe Jesu
- Jesus wird vom Satan versucht
- Die ersten Jünger Jesu
- Die Hochzeit zu Kana
- Jesus und die Samaritanerin am Jakobsbrunnen
- Die Erwählung der 12 Apostel
- Jesus verkündet das Reich Gottes
- Jesus predigt in der Synagoge von Nazareth
- Wunder Jesu
  - Heilung der Schwiegermutter des Simon Petrus
  - Jesus beruhigt einen Sturm auf dem See Genezareth
  - Jesus lässt den Dämon Legion in eine Schweineherde fahren
  - Die Speisung der Tausenden
  - Die Tochter des Jaïrus wird ins Leben zurückgeholt
  - Jesus geht auf dem Wasser
  - Heilung eines Blindgeborenen
  - Die Auferweckung des Lazarus
- Die Tochter der Herodias tanzt auf der Geburtstagsfeier des Herodes Antipas
  - Herodes lässt Johannes den Täufer enthaupten
- Die Bergpredigt
  - Die Seligpreisungen
  - Das Vaterunser
- Zachäus bereut und wird von Jesus besucht
- Nikodemus kommt in der Nacht zu Jesus
- Jesus erzählt Gleichnisse
  - Das Gleichnis vom vierfachen Ackerfeld
  - Das Gleichnis vom Unkraut unter dem Weizen
  - Das Gleichnis vom verlorenen Schaf
  - Das Gleichnis vom barmherzigen Samariter
  - Das Gleichnis vom verlorenen Sohn
  - Das Gleichnis vom ungerechten Richter
  - Das Gleichnis vom Pharisäer und Zöllner
  - Das Gleichnis vom hartherzigen Schuldner
  - Das Gleichnis von den Arbeitern im Weinberg
  - Das Gleichnis von den bösen Weingärtnern
  - Das Gleichnis der Ehrenplätze bei der Hochzeit
  - Das Gleichnis von den klugen und törichten Jungfrauen
- Die Aussendung der Siebzig Jünger
- Jesus und die Ehebrecherin
- Maria salbt in Bethanien Jesus mit Nardenöl
- Jesu Einzug auf einem Esel in Jerusalem
- Die Vertreibung der Händler aus dem Tempel
- Die Davidssohnfrage
- Klage über Jerusalem und die Ankündigung der Zerstörung des Tempels
- Jesus spricht über das Ende dieser Welt und über das Kommen des Reiches Gottes
- Die Fußwaschung
- Das Abendmahl
- Im Garten Getsemani
  - Jesus betet zu seinem Vater
  - Judas verrät Jesus
  - Jesu Verhaftung
- Jesu Verhör und Verurteilung
  - Jesus vor dem Sanhedrin
  - Petrus verleugnet Jesus
  - Pontius Pilatus gibt Barabbas statt Jesu frei
- Die Kreuzigung Jesu auf Golgota
  - Josef von Arimathäa bittet um den Leichnam Jesu
- Die Auferstehung Jesu Christi
  - Jesus erscheint Maria Magdalena
  - Jesus und die zwei Jünger auf dem Weg nach Emmaus
  - Der ungläubige Thomas
- Der Missionsbefehl
- Christi Himmelfahrt
- Die Ausgießung des Heiligen Geistes an Pfingsten
- Die Jerusalemer Urgemeinde
  - Hananias und Saphira
  - Die Steinigung des Stephanus
- Heilung eines Gelähmten durch Petrus und Johannes (Apg 3,1–10 GNB)
- Der äthiopische Kämmerer wird von Philippus belehrt und getauft
- Der Hauptmann Kornelius und seine Familie werden Christen
- Petrus auferweckt die Dorkas
- Paulus
  - Die Bekehrung des Saulus
  - Paulus bringt den Eutychus ins Leben zurück
  - Das Apostelkonzil zu Jerusalem
  - Die Missionsreisen des Paulus
    - Paulus und Barnabas in Paphos auf Zypern
    - Streit zwischen Barnabas und Paulus wegen Johannes Markus
    - Paulus und Silas im Gefängnis in Philippi

  - Die Gefangenschaft des Paulus
    - Marcus Antonius Felix nimmt Paulus in Haft
    - Paulus vor Porcius Festus und König Agrippa
    - Schiffbruch vor Kreta
    - Paulus in Rom
- Gott offenbart sich durch Jesus an Johannes auf Patmos
  - Die sieben Sendschreiben an die sieben Gemeinden
  - Das Buch mit den sieben Siegeln
  - Das Lamm Gottes
  - Die Apokalyptischen Reiter
  - Die Sieben Plagen der Endzeit
  - Die Große Trübsal
  - Die Vernichtung der Hure Babylon
  - Die Hochzeit des Lammes
  - Tausendjähriges Reich
  - Die Auferstehung der Toten und das Jüngste Gericht
  - Das Ende des Teufels und seiner Dämonen
  - Das neue Jerusalem

## Zitate
- Ohne ihre Kenntnis ist nicht zu begreifen, wie Europa wurde, was es ist. Auch die großen Schöpfungen der europäischen Literatur, Musik und Malerei erschließen sich kaum, wenn man nichts von der Bibel weiß… Wer Antworten sucht, wird nicht selten erschrecken über den radikalen Absolutheitsanspruch, den der Gott der Bibel an seine Gläubigen stellt, und staunen über noch nie gehörte oder längst vergessene Geschichten. Man kann diese Geschichten für reine Fiktion halten, also für bloße Literatur aus versunkener Zeit. Kennen sollte man sie trotzdem, denn selbst wenn es bloße Literatur wäre, handelte es sich immerhin um Weltliteratur. Um weltverändernde Literatur. – Christian Nürnberger[8]